# Российский императорский флот
Росси́йский импера́торский флот — военно-морской флот России с 20 (30) октября 1696 года или с 22 октября (2 ноября) 1721 года по 3 (16) апреля 1917 года.

## Истоки
В древности флот использовался в ходе каспийских походов, русско-византийских войн и шведско-новгородских войн. В 1496 году в ходе русско-шведской войны князья Иван и Петр Ушатые совершили морской поход на кораблях русских поморов — пройдя через Белое море, обогнули Кольский полуостров, захватили три шведских корабля и вторглись в северную часть Финляндии.
Первое трёхмачтовое судно, построенное в России по европейскому стандарту, было спущено на воду в Балахне в 1636 году во время правления царя Михаила Фёдоровича. Корабль был построен кораблестроителями из Гольштейна и получил название «Фредерик». Судно ходило под флагом Гольштейна, в своё первое плавание «Фредерик» отправился 30 июля (9 августа) 1636 года из Нижнего Новгорода вниз по Волге, держа путь в Персию. 27 октября (6 ноября) 1636 года «Фредерик» вышел в Каспийское море, а 12 ноября (22 ноября) он попал в мощный шторм, продолжавшийся три дня. Корабль был сильно повреждён и посажен на мель, чтобы спасти груз и команду. В дальнейшем он был вытащен на берег недалеко от Дербента и разграблен местными жителями.
22 июля (1 августа) 1656 года русская гребная флотилия воеводы Петра Потёмкина разбила эскадру шведских кораблей близ острова Котлин и захватила 6-пушечную галеру. Сражение у острова Котлин рассматривается историками как первая документированная русская победа на море в новое время. Ранее, 30 июня (10 июля) 1656 года, эта же флотилия воеводы Потёмкина участвовала во взятии шведской крепости Ниеншанц (Канцы), расположенной в устье реки Охты.
Во время русско-шведской войны 1656—1658 годов, русские войска захватили шведские крепости Дюнамюнде и Кокенгузен (переименован в Царевичев-Дмитриев) на Западной Двине. Боярин Афанасий Ордин-Нащокин основал судостроительную верфь в Царевичеве-Дмитриеве и начал строительство кораблей для плавания на Балтийском море. В 1661 году Россия и Швеция заключили Кардисский мирный договор, по результатам которого Россия возвратила все завоёванные территории и была вынуждена уничтожить все корабли, заложенные в Царевичеве-Дмитриеве.
А.Л. Ордин-Нащокин пригласил голландских кораблестроителей в помощь русским мастерам в село Дединово, расположенное на реке Оке, где зимой 1667 года началось строительство кораблей. В течение двух лет были построены четыре корабля: фрегат «Орёл» и три меньших судна. «Орёл» считается первым русским парусным кораблём, с 1669 года он находился в Астрахани. По одной версии корабль был сожжён в 1670 году мятежными казаками Степана Разина, по другой — был захвачен отрядами Разина и переведён в протоку Кутум, где простоял несколько лет и пришёл в полную негодность.

## Флот Петра I

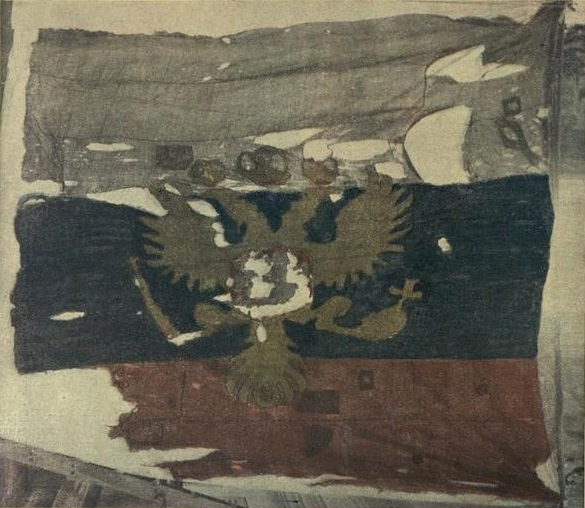
«Флаг царя московского», поднятый в 1693 году на корабле «Святой Пётр».

В 1693 году около Архангельска была основана Соломбальская верфь, где голландскими мастерами была построена яхта «Святой Пётр», а в следующем году со стапелей сошёл первый торговый корабль — «Святой ап. Павел». В 1696 году образуются Преображенские верфи. 21 декабря 1698 года был учрежден Приказ воинского морского флота во главе с Ф. А. Головиным, в 1700 году он был переименован в Приказ воинских морских дел во главе с Ф. М. Апраксиным, а в 1708 году — в Адмиралтейский приказ во главе с А. В. Кикиным.
Во время Второго Азовского похода 1696 года против Турции первый раз русские выдвинули 2 линейных корабля, 4 брандера, 23 галеры. Первые корабли нового флота были построены на верфях Воронежского адмиралтейства и 1300 стругов, построенных на реке Воронеж. После завоевания крепости Азов Боярская дума обсудила рапорт Петра I об этом походе и решила начать строительство морского флота 20 (30) октября 1696 года. Эта дата считается официальным днём рождения регулярного Военно-морского флота России. . 1 (11) декабря 1699 года стяг с Андреевским крестом был провозглашен Петром I в качестве официального флага русского военного флота России.
Балтийский флот России был создан во время Великой Северной войны 1700—1721 годов. Строительство галерного флота было начато в 1702—1704 годах на нескольких верфях, находящихся на эстуариях рек Сясь, Луга, и Олонка, а также на реке Свирь (ныне город Лодейное Поле). Для защиты завоёванных побережий и для атак на вражеские морские пути сообщения в Балтийском море был создан парусный флот из кораблей, построенных в России и купленных в других странах. В 1704 году в С-Петербурге закладываются Адмиралтейские верфи. В 1703 году строится первый морской корабль для Балтийского флота «Штандарт». В 1703—1723 годах главный порт Балтийского флота находился в Санкт-Петербурге, а после этого — в Кронштадте, новые военные порты создаются в Выборге и Ревеле.
В 1725 году русский флот имел 130 парусных кораблей, включая в себя 36 линейных кораблей, 9 фрегатов, 3 шнявы, 5 брандеров и 77 вспомогательных судов. Гребной флот состоял из 396 кораблей, включая в себя 253 галеры и скампавеи, а также 143 бригантины. Корабли были построены на 24 верфях, включая верфи в Воронеже, Казани, Переславле, Архангельске, Олонце, Петербурге и Астрахани.
Морские офицеры были из дворян, матросы — рекруты из простонародья. Срок службы во флоте в те времена — пожизненный. Молодые офицеры обучались в Школе математических и навигационных наук, основанной в 1701 году в Москве, и часто посылались для обучения и практики за границу. Иностранцы также нанимались для военно-морской службы, например, шотландец Томас Гордон — командир Кронштадтского порта.
В 1715 году в С-Петербурге основывается первая Академия морской гвардии, в 1718 году была образована Адмиралтейств-коллегия — высший орган управления русского флота, образовывается Казанское адмиралтейство. В 1722 году создаётся Астраханское адмиралтейство, а в 1724 году Ефим Никонов испытывает первый подводный аппарат, выполненный из дерева.
Принципы организации военно-морского флота, методы образования и практики для подготовки будущих кадров, а также и методы проведения военных действий были записаны в Морском уставе 1720 года — документе, основанном на опыте зарубежных стран. Пётр Первый, Фёдор Апраксин, Алексей Сенявин, Наум Сенявин, Михаил Голицын и другие считаются основателями искусства морского боя в России. Принципы военно-морского дела были дальше развиты Григорием Спиридовым, Фёдором Ушаковым и Дмитрием Сенявиным.

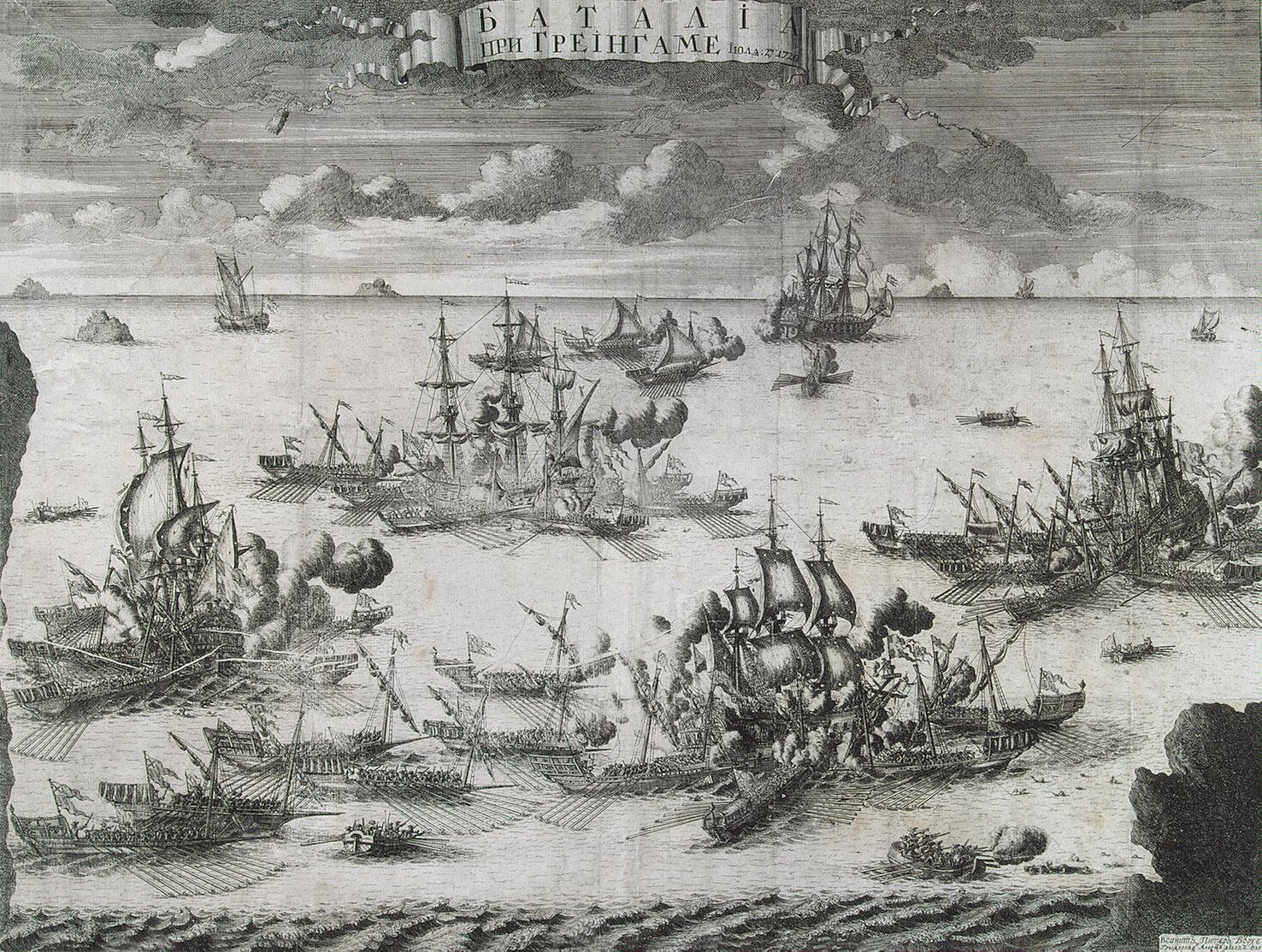
Сражение при Гренгаме, худ. А. Зубов.
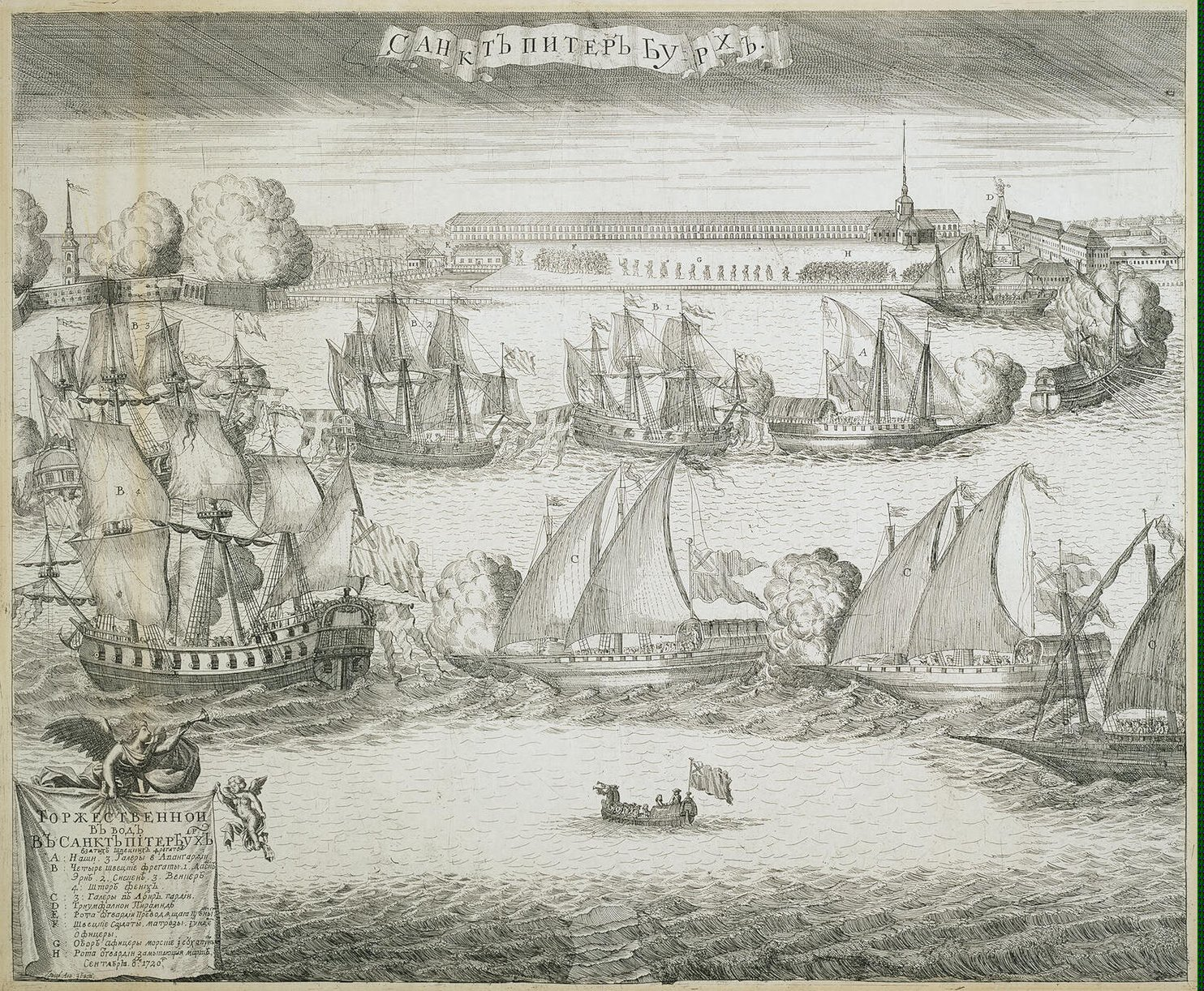
Торжественный эскорт четырех трофейных шведских фрегатов на Неве после победы при Гренгаме. Худ. А. Зубов.
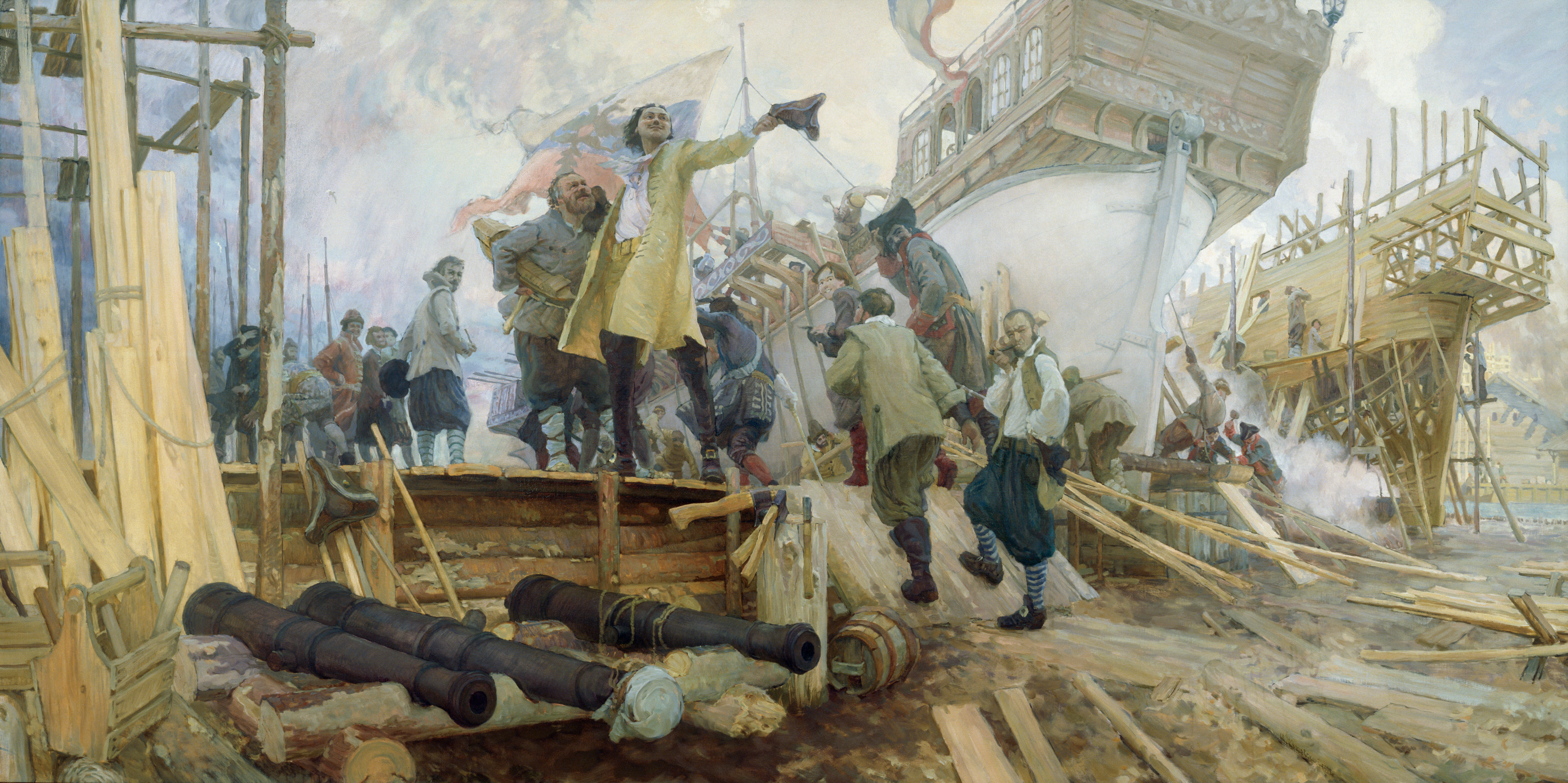
«Новое в России дело». Художник Ю. Кушевский

Сравнение российского Балтийского флота в 20-х годах XVIII века с флотами европейских стран (боеспособные линейные корабли):
| Россия                     | Великобритания                     | Франция                     | Швеция                      | Дания                       | Турция        |
| -------------------------- | ---------------------------------- | --------------------------- | --------------------------- | --------------------------- | ------------- |
| 1709 год — 0 1720 год — 25 | 1721 год — 79 (из 124 числившихся) | 1714 год — 66 1729 год — 45 | 1709 год — 48 1720 год — 22 | 1709 год — 42 1720 год — 25 | 1715 год — 42 |

Созданный императором Петром I флот к двадцатым годам XVIII века достиг зенита своей мощи. В этот период вводится новый штат флота, что выразилось в строительстве 54-пушечных кораблей и закладке в 1723 году первого 100-пушечного корабля «Пётр Первый и Второй». Однако, с 1722 года резко снижаются темпы кораблестроения. В последние годы царствования Петра закладывалось не более 1—2 кораблей в год (в 1722 — 1, в 1723 — 1, в 1724 — 2, в 1725 — 1), а необходимое количество для поддержания штатного состава было 3 корабля в год. В 1725—1726 годах проходит первая дальняя русская океанская экспедиция в Испанию.

## Состояние флота после смерти Петра I

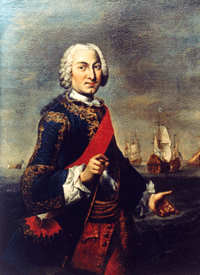
Президент Адмиралтейств-коллегии в 1728—1732 годах адмирал Пётр Иванович Сиверс.

После смерти Петра I дела в кораблестроении резко ухудшились. В 1726 году был заложен всего один 54-пушечный корабль, а в период с 1727 по 1730 год не было заложено ни одного корабля.
В 1727 году в составе корабельного флота насчитывалось 15 боеспособных линейных кораблей и 4 боеспособных фрегата.

В 1728 году шведский посланник в России доносил своему правительству: 
«Несмотря на ежегодную постройку галер, русский галерный флот, сравнительно с прежним, сильно уменьшается; корабельный же приходит в прямое разорение, потому, что старые корабли все гнилы, так что более четырех или пяти линейных кораблей вывести в море нельзя, а постройка новых ослабела. В адмиралтействах же такое несмотрение, что флот и в три года нельзя привести в прежнее состояние, но об этом никто не думает».
На конец 1731 года в составе корабельного флота числилось 36 линейных кораблей, 12 фрегатов и 2 шнявы, но полностью боеспособными были только около 30 % от штатного числа линейных кораблей, ещё около 20 % могли действовать на Балтике только в самое благоприятное время года, без штормов. Всего русский флот мог вывести в море восемь полностью боеспособных линейных кораблей и пять — в ближнее плавание на Балтике. Выбыли из строя все корабли крупных рангов — 90, 80, 70-пушечные. Боеспособными и частично боеспособными оставались только один 100-пушечный корабль, пять 66-пушечных и семь 56—62-пушечных.
Относительно удовлетворительным было состояние галерного флота, в состав которого входило 120 галер. В 1726 году вице-адмирал Пётр Сиверс предложил ввести для галерного флота мирный штат, что было реализовано в 1728 году. Постоянно на флоте содержалось 90 галер на плаву, ещё на 30 галер хранились приготовленные для быстрой сборки леса.
В правление Петра II резко снизилась интенсивность боевой подготовки экипажей флота. В апреле 1728 года император на заседании Верховного тайного совета приказал, чтобы из всего флота выходили в море только четыре фрегата и два флейта, а ещё пять фрегатов были готовы к крейсированию. Остальные корабли должны были оставаться в портах для «сбережения казны». На доводы флагманов, что необходимо постоянно держать флот на море, император ответил: «Когда нужда потребует употребить корабли, то я пойду в море; но я не намерен гулять по нем, как дедушка». Плохое состояние казны и нерегулярные выплаты жалования вели к оттоку офицеров, что вызывало падение дисциплины среди солдат и матросов.

## В царствование Анны Иоанновны

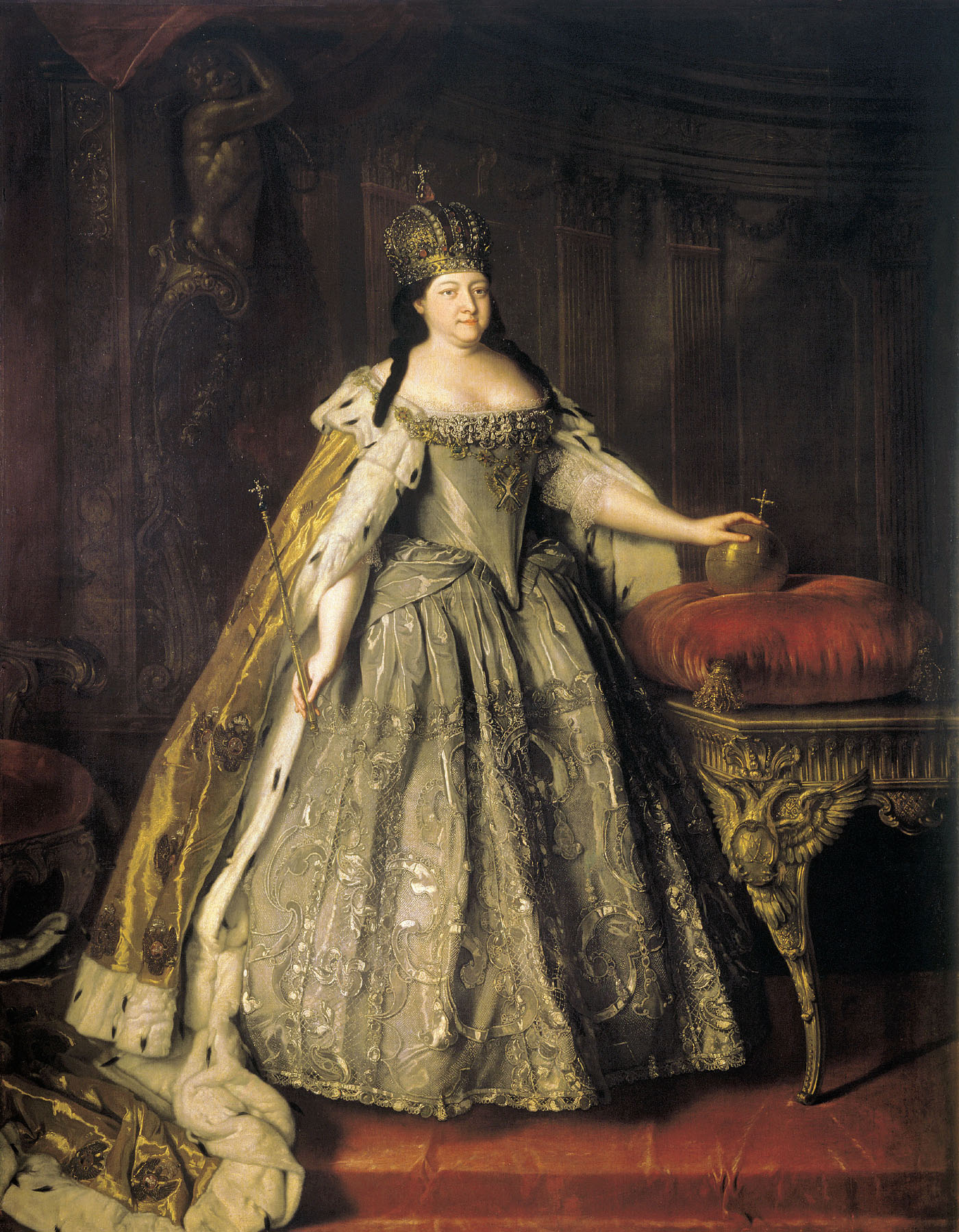
Императрица Анна Иоанновна.

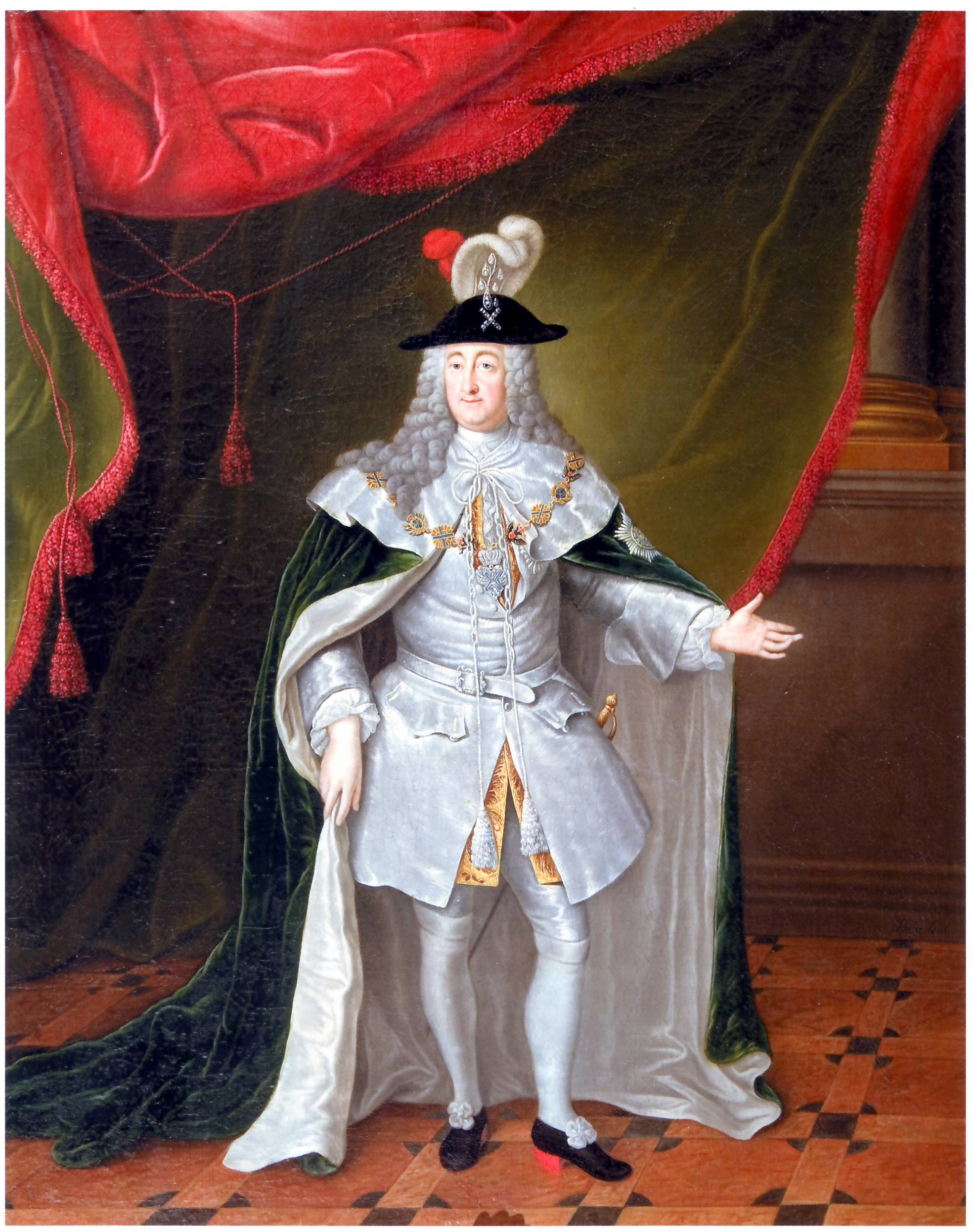
Председатель Воинской морской комиссии вице-канцлер граф Андрей Иванович Остерман.

По восшествии на престол и упразднении Верховного тайного совета императрица Анна Иоанновна первыми своими указами обратилась к проблеме восстановления флота. 21 июля (1 августа) 1730 года императрица издала именной указ «О содержании галерного и корабельного флотов по регламентам и уставам», в котором «наикрепчайше подтверждалось Адмиралтейств-коллегии, чтобы корабельный и галерный флот содержаны были по уставам, регламентам и указам, не ослабевая и не уповая на нынешнее благополучное мирное время».
В декабре 1731 года императрица распорядилась возобновить на Балтийском флоте регулярные учения с выходом в море, дабы «иметь сие и людям обучение и кораблям подлинной осмотр, ибо в гавани такелаж и прочее повреждение невозможно так осмотреть, как корабль в движении». В январе (феврале по н.с.) 1731 года на Адмиралтейских верфях был заложен новый 66-пушечный линейный корабль «Слава России», ещё два корабля были заложены в феврале и марте 1732 года.
В 1732 году под председательством вице-канцлера графа Андрея Остермана для реформы флота была учреждена Воинская морская комиссия, в состав которой вошли вице-адмирал граф Николай Головин, вице-адмирал Наум Сенявин, вице-адмирал Томас Сандерс, контр-адмирал Пётр Бредаль и контр-адмирал Василий Дмитриев-Мамонов, произведена реформа управления, введены новые штаты флота.
По штату 1732 года основными в корабельном флоте стали 66-пушечные корабли, которые должны были составлять 59 % состава флота. При этом комиссия исходила из следующих соображений:
- особенности конструкции русских 66-пушечных кораблей позволяли им носить пушки такого же калибра, как пушки 70-пушечных кораблей иностранных флотов;
- 66-пушечные корабли уже существовали в составе флота, и по их выбытии часть их оснастки и артиллерии можно было использовать для снаряжения новых кораблей, а на артиллерию и оснастку приходилось 28—38 % от стоимости всего корабля.

Штаты корабельного флота 1720 и 1732 годов:
| Ранги кораблей   | Штат 1720 года | Штат 1732 года |
| ---------------- | -------------- | -------------- |
| Линейные корабли |                |                |
| 90               | 3              | 0              |
| 80               | 4              | 4              |
| 76               | 2              | 0              |
| 66               | 12             | 16             |
| 54               | 0              | 7              |
| 50               | 6              | 0              |
| Фрегаты          |                |                |
| 32               | 6              | 6              |
| Шнявы            |                |                |
| 16               | 3              | 0              |

Общее число линейных кораблей осталось неизменным — 27. Осталась неизменной суммарная орудийная сила флота. По петровскому штату, с учётом планировавшегося введения 100-пушечного корабля, флот должен был располагать 1854 орудиями. По штату 1732 года на кораблях должно было находиться 1754 орудия, а с учётом решения комиссии о обязательном нахождении во флоте одного 100-пушечного корабля вне штата — 1854 орудия. Введенный в 1732 году штат флота оставался неизменным до царствования Екатерины II.
В августе 1732 года было принято решение о восстановлении закрытого в 1722 году Архангельского порта и военного кораблестроения в Соломбале, что сыграло огромную роль в развитии флота и кораблестроения. Соломбальская верфь стала второй основной строительной базой Балтийского флота и начала работу в 1734 году. Задуманная для строительства кораблей низших рангов — 54-пушечных кораблей, она уже в 1737 году начала строительство 66-пушечных кораблей, а с 1783 года в Архангельске начали строить и 74-пушечные суда. За период царствования Анны Иоанновны в Архангельске было построено 52,6 % всех кораблей Балтийского флота, при Елизавете Петровне — 64,1 %. За период 1731—1799 годов в Санкт-Петербурге (с Кронштадтом) было построено 55 кораблей, а в Архангельске — 100.
Создание Архангельской верфи давало возможность быстро и оперативно развернуть строительство большого числа кораблей, используя местную лиственницу и экономя ограниченные ресурсы корабельного дуба. Архангельская верфь стала фактически главной судостроительной базой Балтийского флота. Наличие квалифицированной рабочей силы, меньшие сроки доставки леса и лучшая организация его заготовки привели к тому, что стоимость и сроки строительства кораблей в Архангельске были меньше, чем в Петербурге.
В мае 1734 года, когда в ходе войны за польское наследство русский флот под командованием Томаса Гордона вышел в море для осады Данцига, в его составе насчитывалось 14 линейных кораблей, 5 фрегатов, 2 бомбардирских корабля и мелкие суда, причем за два месяца, прошедших с начала войны, флот увеличил число боеготовых линейных кораблей и фрегатов с 10 до 19.
Несмотря на произошедший из-за войны с Турцией спад кораблестроительной программы в 1736—1739 годах, когда велось усиленное строительство Днепровской и Азовской флотилий, в царствование императрицы Анны Иоанновны произошёл определённый прогресс в состоянии флота. Если в 1731 году на флоте было только 8 полностью боеспособных линейных кораблей, а ещё 5 были ограниченно боеспособны, то в 1739 году — уже 16 полностью боеспособных линейных кораблей и ещё 5 были ограниченно боеспособны. После окончания войны с Турцией Адмиралтейство в кратчайшие сроки возобновило интенсивное строительство флота: в 1739 году было заложено 2 линейных корабля, в 1740 году — 3, а в 1741 году — сразу 5 линейных кораблей.
Число боеспособных линейных кораблей Балтийского флота в 20-х — 30-х годах XVIII века:
| 1720 год          | 1727 год | 1731 год | 1739 год          |
| ----------------- | -------- | -------- | ----------------- |
| 25 + 3 в строении | 15       | 13       | 21 + 2 в строении |

## В царствование Елизаветы Петровны
Во время русско-шведской войны 1741—1743 годов русский флот в противоположность успешным действиям армии, отличился поразительным бездействием. Захар Мишуков, командуя флотом, равносильным неприятельскому, выказал нерешительность и пользовался всеми возможными обстоятельствами, чтобы не встретиться со шведским флотом, который с такою же настойчивостью старался уклониться от русского. В 1743 году начальство над всем флотом поручено было Николаю Головину, которому повелевалось «если нужда востребует, то атаковать неприятельский флот не только с превосходящей над неприятелем силой, в числе судов и пушек, но и с равною против оного». Но Головин, приблизясь к Гангуту в мае 1743 года, некоторое время простоял в бездействии на якоре вблизи шведского флота; а потом оба флота, построенные в линию баталии, продержались более суток в море, один против другого, и разошлись после ничтожной перестрелки сблизившихся между собой передовых кораблей.
В четырнадцать лет мирного времени, прошедшего от окончания шведской до начала Семилетней войны, деятельность русского флота ограничивалась ежегодными практическими плаваниями на Балтийском море. Хотя в отечественной историографии период правления Елизаветы I (1741—1762) иногда и именуется «временем возрождения флота», но фактически можно говорить лишь о некотором прогрессе в сравнении с предыдущим царствованием. В целом корабли были ветхие, их число было менее положенного по штату, имелся хронический недостаток команд, из-за чего в начале морских кампаний приходилось направлять на корабли солдат. Опыт плаваний был очень ограниченным. В 1752 году был открыт Морской шляхетный кадетский корпус для обучения морских офицеров</ref>.
В начале Семилетней войны в 1757 году флоту, вышедшему в море под начальством Захара Мишукова, предписано было блокировать прусские порты и действовать против британского флота, если бы он явился на помощь Пруссии. Флот также участвовал в этом году в осаде Мемеля. В 1760-61 годах флот участвовал в осаде Кольберга.

## ВМФ Российской империи во второй половине XVIII века

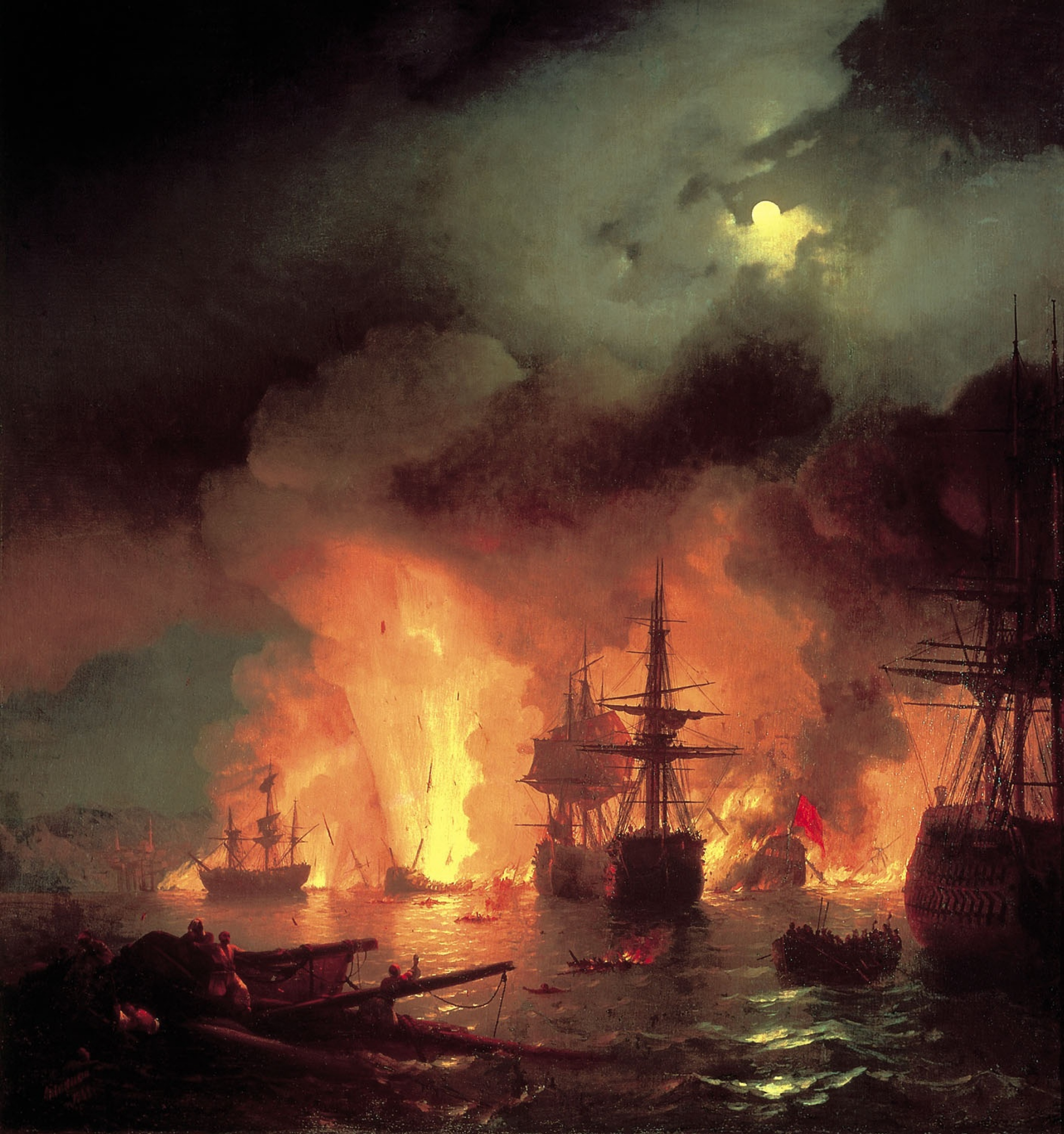
Чесменское сражение с турками в 1770 году. Картина И. Айвазовского

Начало Екатерининского царствования флот встретил в печальном состоянии. По окончании Семилетней войны были списаны за ветхостью 10 линейных кораблей, 3 фрегата, 43 галеры, тогда как изготовление новых кораблей было значительно меньше их убыли. Расходы на флот с 1757 по 1767 годы снизились с 1200 тыс. рублей в год до 589 тыс. Императрица Екатерина II понимала, что без сильного флота развитие государства и подобающая ему роль в европейской политике обеспечены быть не могут. 17 ноября 1763 года была учреждена «Морская русских флотов и адмиралтейского управления комиссия для приведения оной знатной части (флота) к обороне государства в настоящий постоянный добрый порядок». Фрегат «Надежда Благополучия» стал первым кораблём российской постройки, посетившим Средиземное море в 1764—1765 годах. Началось восстановление флота.
Во второй половине XVIII века русский флот был усилен из-за более активной внешней политики России и русско-турецких войн за господство на Чёрном море. Первый раз в своей истории Россия послала военно-морские эскадры из Балтийского моря в удалённый театр боевых действий (см. Архипелагские экспедиции русского флота, Первая Архипелагская экспедиция). Во время Чесменского сражения 1770 года эскадра адмирала Спиридова разгромила турецкий флот и добилась господства в Эгейском море. В 1771 году Российская императорская армия завоевала побережье Керченского пролива и захватила крепости Керчь и Еникале.
После того, как русские войска подошли к Дунаю, для защиты устья реки была сформирована Дунайская военная флотилия.
В 1773 году корабли Азовской флотилии (заново сформирована в 1771 году) вышли в Чёрное море.
Русско-турецкая война (1768—1774) закончилась победой России, в результате к России отошло всё побережье Азовского моря и часть береговой линии Чёрного моря между реками Южный Буг и Днестр. В 1783 году Крым был присоединён к России и в том же году была основана главная база русского Черноморского флота — Севастополь, основывается Ахтиарское адмиралтейство.
В 1778 году был основан порт Херсон, в котором первый корабль для Черноморского флота был спущен на воду в 1783 году. В 1788 году основывается Николаевское адмиралтейство.
Русский Черноморский флот успешно боролся с турецким флотом на Чёрном море в следующей русско-турецкой войне (1787—1791).
К 1791 году в русском флоте состояло 67 линейных кораблей, 40 фрегатов и 300 гребных судов.
В 1798—1800 годах русская эскадра под командованием адмирала Ушакова совершила экспедицию в Средиземное море. В результате похода была взята французская крепость на острове Корфу и высажены десанты на побережье Италии.

## Начало XIX века

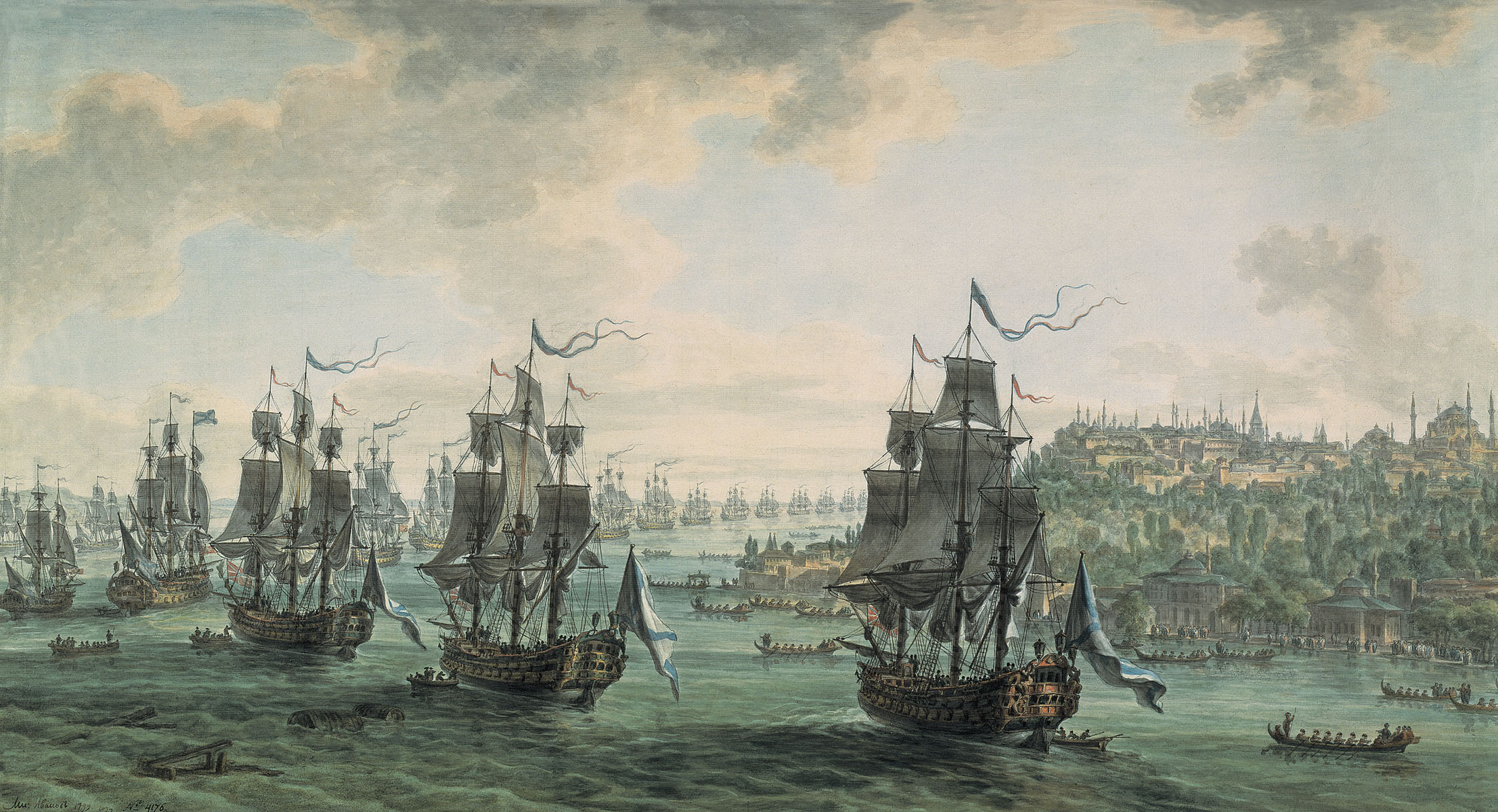
Российская эскадра под командованием Ф. Ф. Ушакова, идущая Константинопольским проливом. Художник М. Иванов

Черноморский флот имел в своём составе 5 линейных кораблей и 19 фрегатов (1787 год), Балтийский флот имел 23 линейных корабля и 130 фрегатов (1788 год).
В начале XIX века Российский императорский флот состоял из Балтийского и Черноморского флотов, Каспийской флотилии, Беломорской флотилии и Охотской флотилии. В 1802 году было создано Министерство военных морских сил (переименовано в 1815 году в Морское министерство).
В 1815 году в России строится первый пароход «Елизавета», в 1826 году построен первый военный пароход «Ижора» (73.6 кв или 100 л. с.) вооружённый 8 пушками, а в 1836 году — пароходофрегат «Богатырь» (водоизмещение — 1340 тонн, мощность — 117 кв (240 л. с.), вооружение — 28 пушек).
Между 1803 и 1855 годами русские мореплаватели совершили более 40 кругосветных и дальних путешествий, которые сыграли значительную роль в освоении Дальнего Востока, различных океанов и тихоокеанского операционного региона.
В 1803—1806 годах русские моряки совершили первое русское кругосветное плавание, а в 1819—1821 годах состоялась Первая русская антарктическая экспедиция, в результате которой была открыта Антарктида.
17 июня 1819 года за мужество и отвагу императором Александром I учреждается Георгиевский флаг. В 1834 году в России испытывается первая цельнометаллическая подводная лодка К. А. Шильдера.

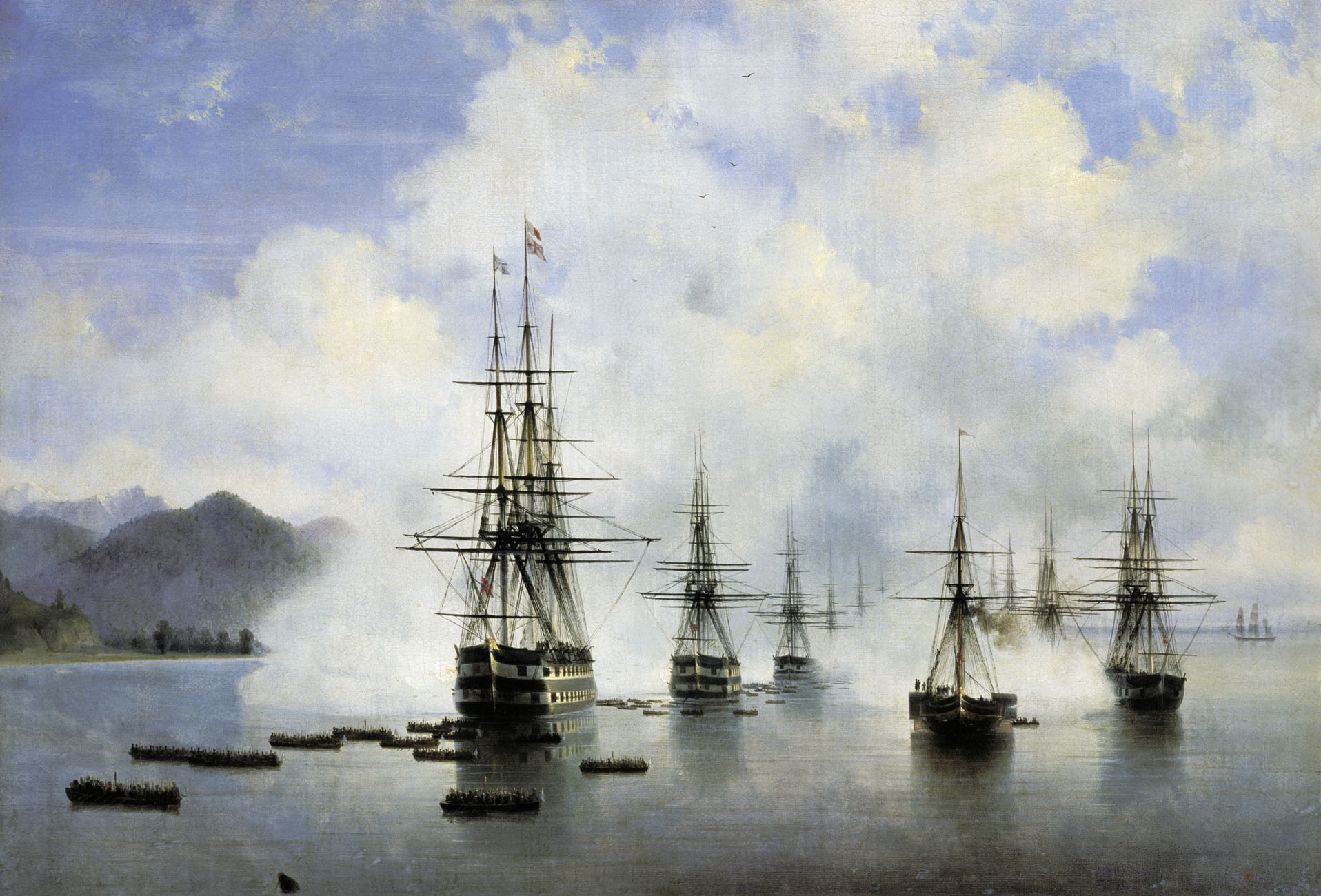
Десант Раевского у Субаши.
И. Айвазовский

Флот продолжал успешно вести военные действия. В ходе русско-турецких войн первой половины XIX века русский флот совершили две экспедиции в Средиземное море (Вторая Архипелагская экспедиция и Третья Архипелагская экспедиция). В ходе экспедиций русский флот нанёс турецкому ряд поражений (Афонское сражение, Наваринское сражение). Флот также участвовал в Кавказской войне, высадив в 1837-38 годах десанты, которые построили укрепления Черноморской береговой линии.
Однако в царствование Александра I начался период упадка военно-морского флота, доставшегося ему как один из сильнейших в мире (что обусловило его успехи в первое десятилетие XIX столетия), но уже к концу царствования отстававшего от ведущих держав. Александр полагал Россию континентальной державой и на флот смотрел как на обременение, на мнение императора ориентировался и его многолетний министр морских сил маркиз И. И. де Траверсе.
Сменивший его на престоле Николай I считал, что Россия обязана иметь сильный флот и с первых лет царствования возродил массовое судостроение. Но предоставляя огромные деньги на строительно линейных кораблей и фрегатов, император и назначенный им руководителем российского флота А. С. Меншиков упустили массовый переход европейских флотов к паровому судостроению. Техническое отставание флота не мог искупить героизм русских моряков в завершившей царствование Николая I грандиозной общеевропейской войне.

## Крымская война и её последствия

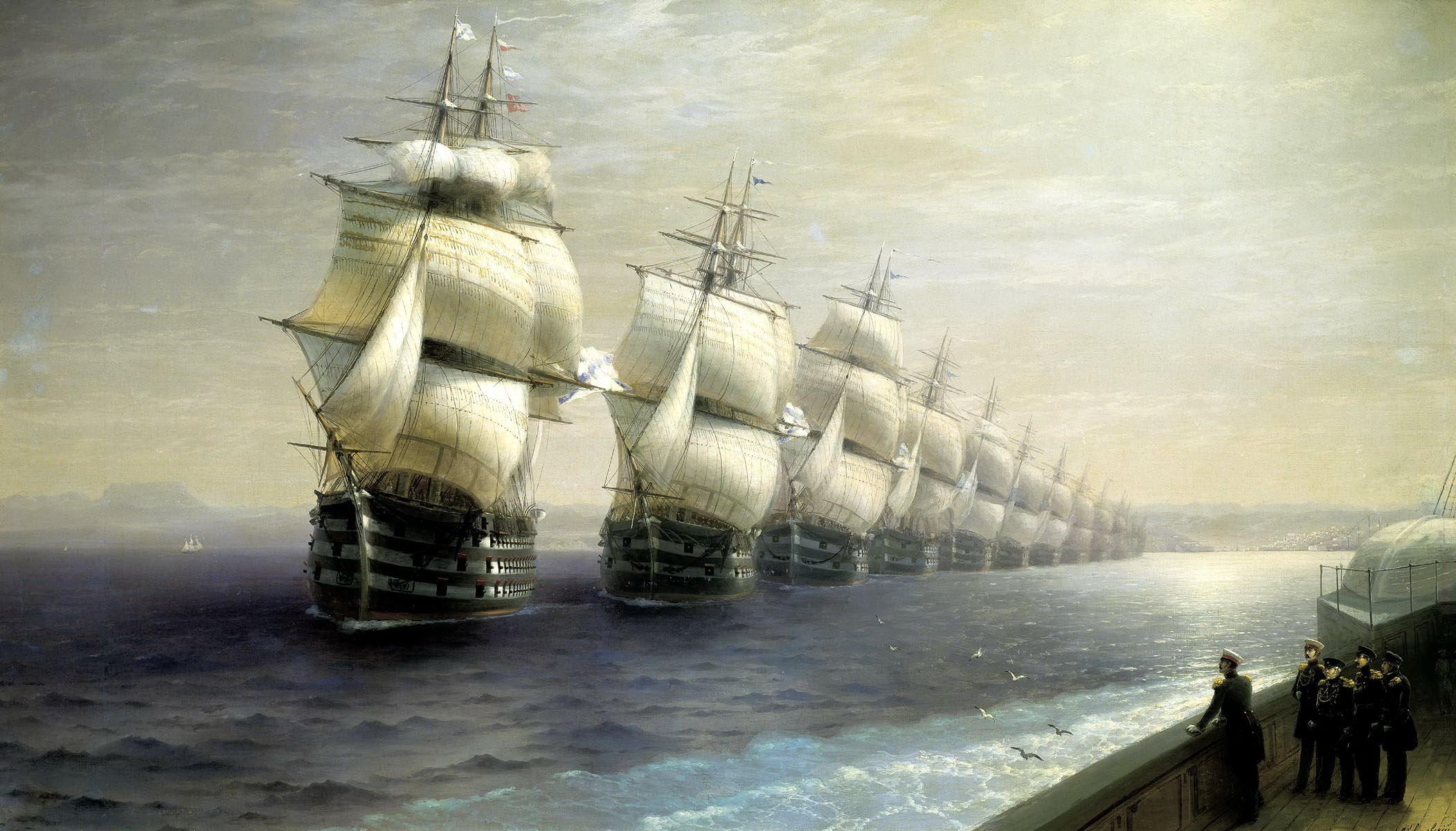
Смотр Черноморского флота в 1849 году. Картина И. Айвазовского

Медленное экономическое и промышленное развитие России в первой половине XIX века стали причиной её отставания в области пароходостроения. К началу Крымской войны в 1853 году Россия имела Черноморский и Балтийский флоты, Архангельскую, Каспийскую и Сибирскую флотилии — общей численностью в 40 линейных кораблей, 15 фрегатов, 24 корвета и брига, 18 пароходофрегатов. В то же время к началу войны в русском флоте не было ни одного парового линейного корабля.
Общее число личного состава флота составляло 91 тыс. человек. Крепостное право имело очень неблагоприятное влияние на развитие военно-морского флота — особенно на Балтийском флоте, который был известен особенно жестокой муштрой.
Благодаря адмиралам Михаилу Лазареву, Павлу Нахимову, Владимиру Корнилову и Владимиру Истомину матросы Черноморского флота были хорошо обучены искусству военно-морского дела и морским традициям, поддерживающимся со времен адмирала Ушакова.

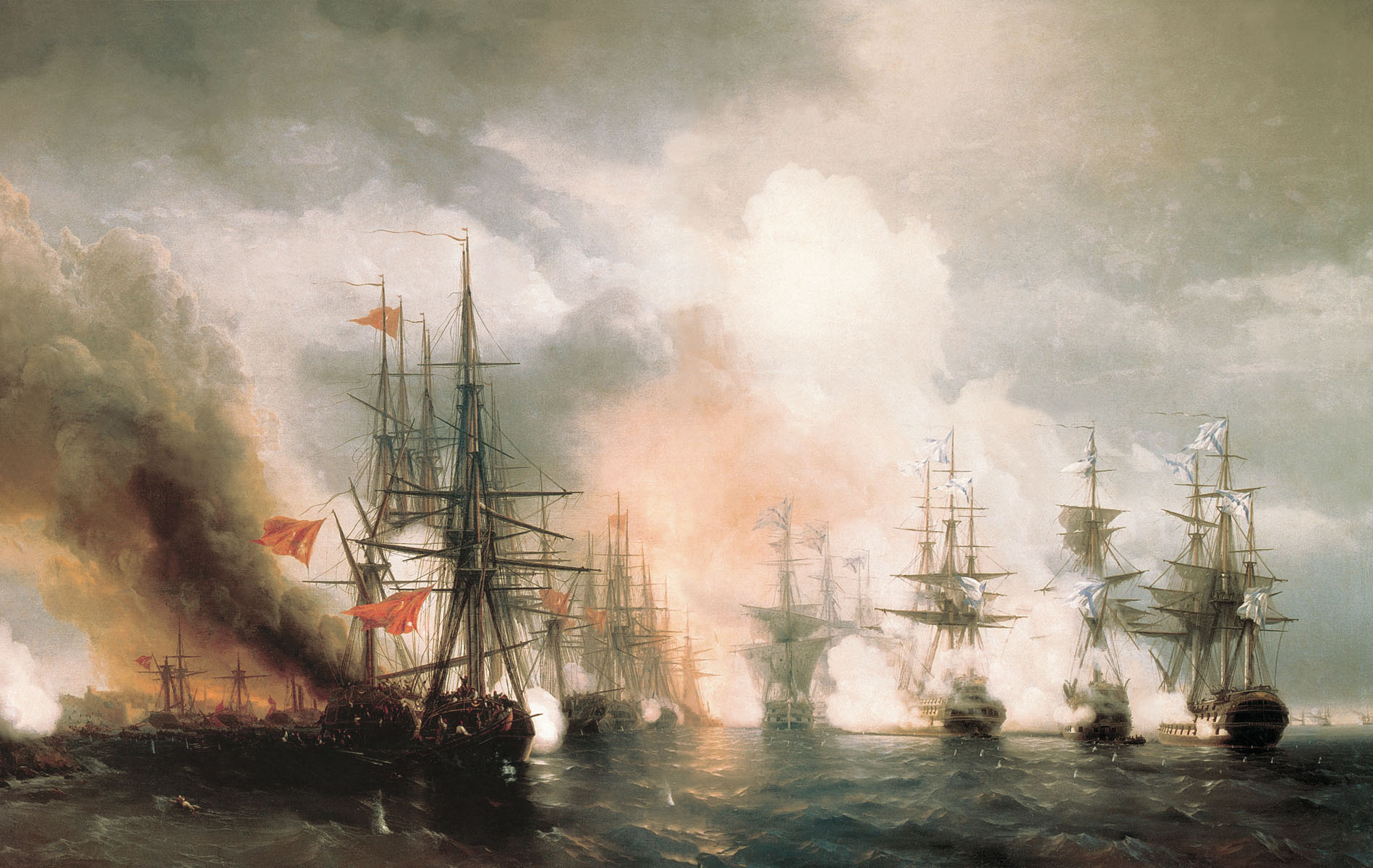
Синопское сражение с турками в 1853 году. Картина И. Айвазовского

В начале войны русский Черноморский флот разгромил турецкий флот в Синопском сражении 1853 года. Однако с вступлением в войну англо-французского флота, русский парусный флот оказался в проигрышном положении и был затоплен в бухте Севастополя, а моряки сошли на сушу для обороны города. Во время обороны Севастополя в 1854—1855 годах русские моряки показали пример использования всех возможных средств для защиты их города на море и суше. Пароходофрегаты русского флота не были затоплены и, находясь в бухте, поддерживали артиллерийским огнём оборону города.
В то же время Балтийский флот уцелел, укрывшись в Кронштадте под защитой морских минных заграждений и береговой артиллерии. Флот союзников так и не смог прорваться к главному порту Балтийского флота.
По результатам Парижского мирного договора 1856 года Россия лишилась права иметь военный флот на Чёрном море. В 1860-х годах устаревший парусный флот Российской империи потерял своё значение и был заменен на паровой.
После окончания Крымской войны Россия занялась строительством паровых боевых кораблей первого поколения: броненосцев, мониторов и плавучих батарей. Эти корабли оснащались тяжёлой артиллерией и толстой бронёй, однако были ненадёжны в открытом море, медлительны и не могли совершать дальние морские походы. В 1861 году был спущен на воду первый боевой корабль со стальной бронёй — канонерская лодка «Опыт».
В 1862 году был учрежден комитет для разработки новой кораблестроительной программы. Тогда же решили обшить броней строившиеся фрегаты «Севастополь» и «Петропавловск». В том же году в Великобритании была заказана постройка плавучей батареи «Первенец». Затем по чертежам «Первенца» уже в России построили вторую плавучую броненосную батарею береговой обороны «Не тронь меня», а затем и третью плавучую батарею — «Кремль». В 1863 году в составе Балтийского флота была сформирована первая броненосная эскадра (Практическая эскадра Балтийского моря, Учебная эскадра Балтийского флота) под командованием вице-адмирала Г. И. Бутакова. В неё входили броненосные деревянные фрегаты «Петропавловск» и «Севастополь», в неё вошли пароход, два пароходофрегата и две канонерские лодки. Но только три плавучие батареи типа «Первенец» составляли броненосный флот, который мог действовать в открытом море.
В 1869 году был заложен первый броненосец, предназначенный для плавания в открытом море — «Пётр Великий» .

## Конец XIX века
В 1860-70 годах происходят две экспедиции русского флота к берегам Северной Америки. В 1864 году создаётся первый в мире ледокол современного типа «Пайлот». Во второй половине XIX века Россия приступила к строительству парового военного флота, в первую очередь на Балтике. Уже в начале 1860-х годов в Великобритании заказана была первая броненосная плавучая батарея «Первенец», по образцу которой в середине 1860-х годов в России были построены броненосные батареи «Не тронь меня» и «Кремль».
В 1863 году была разработана «Мониторная кораблестроительная программа», предусматривавшая строительство 11 мониторов для защиты побережья Финского залива и действий в шхерах: 10 однобашенных («Ураган», «Тифон», «Стрелец», «Единорог», «Громоносец», «Латник», «Колдун», «Перун», «Вещун», «Лава») и одного двухбашенного монитора «Смерч», построенного по английскому проекту. В 1864 году началась постройка более крупных броненосных башенных лодок «Русалка» и «Чародейка», а затем — трёхбашенных броненосцев береговой обороны «Адмирал Лазарев», «Адмирал Спиридов» и двухбашенных — «Адмирал Чичагов», «Адмирал Грейг».
Выдающейся военно-морской операцией Балтийского флота стала Американская экспедиция 1863—1864 годов, в ходе которой эскадра под командованием адмиралов С. С. Лесовского и А. А. Попова в составе парусно-винтовых фрегатов «Александр Невский», «Пересвет», «Ослябя», винтовых корветов «Витязь», «Варяг» и клипера «Алмаз» посетила Нью-Йорк, оказав поддержку правительству Авраама Линкольна в ходе Гражданской войны 1861—1865 годов.

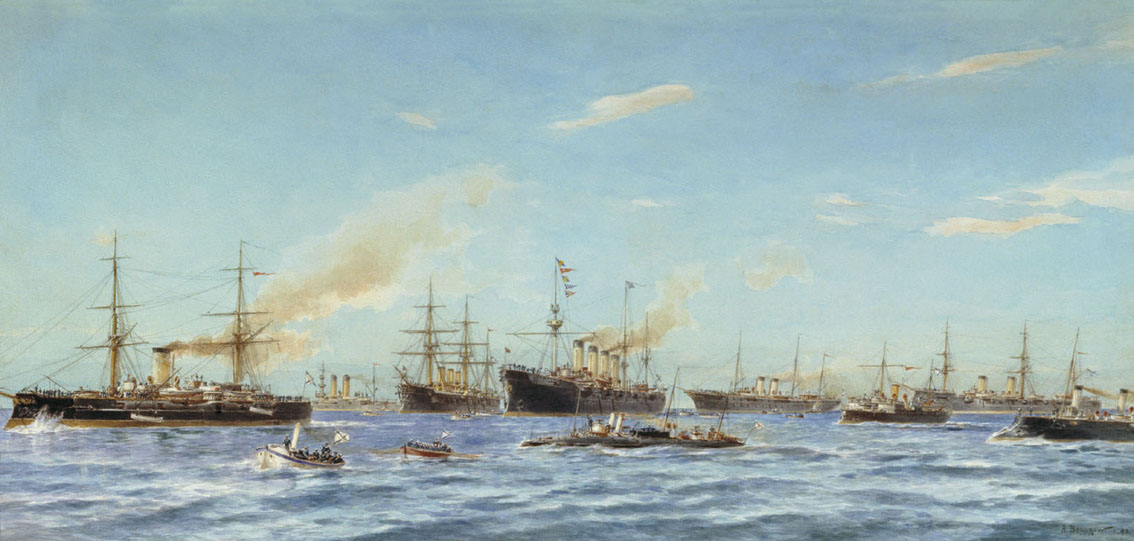
Корабли, построенные в 1883—1896 годах на Балтийском судостроительном и Механическом заводах в Санкт-Петербурге.

В 1881 году была принята государственная кораблестроительная программа, предусматривавшая постройку целых серий новейших броненосцев, крейсеров, миноносцев и канонерских лодок. При императорах Александре III (1881—1894) и Николае II (1894—1917) российское военно-морское руководство находилось под влиянием доктрины «морской мощи» американского адмирала-теоретика Альфреда Тайера Мэхена, придерживавшегося концепции, согласно которой определяющая роль океанского флота в грядущих войнах якобы окупала все затраты на его постройку.
К концу XIX века Балтийский флот имел в своём составе свыше 250 современных кораблей всех классов, в том числе эскадренные броненосцы «Пётр Великий», «Император Александр II», «Император Николай I», «Гангут», «Наварин», «Сисой Великий», «Полтава», «Севастополь», «Петропавловск», броненосцы береговой обороны «Адмирал Ушаков», «Адмирал Сенявин», «Генерал-адмирал Апраксин», броненосные крейсера «Генерал-Адмирал», «Герцог Эдинбургский», «Минин», «Дмитрий Донской», «Владимир Мономах», «Адмирал Нахимов», «Память Азова» и бронепалубный крейсер «Адмирал Корнилов».

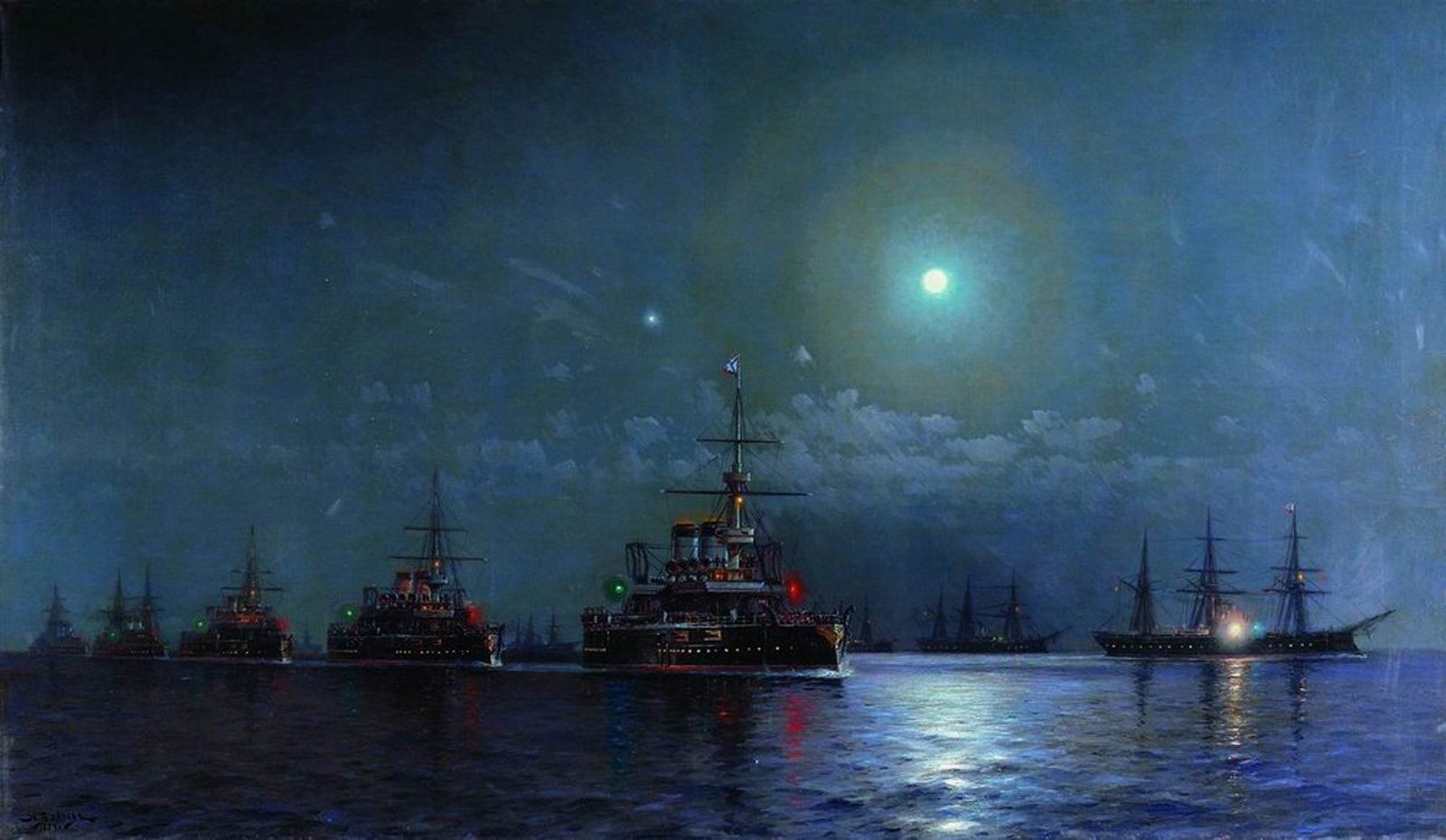
Черноморский флот ночью. 1894 год. Худ. Л. Д. Блинов

В конце XIX века Черноморский флот был возрождён как паровой броненосный флот, причём строящиеся в Николаеве и Севастополе броненосцы были более мощными и крупными, чем корабли аналогичного класса на Балтике. Причина этого кроется в том, что международные соглашения запрещали проход военных кораблей через Босфор и Дарданеллы, и в штабах регулярно строились планы по их захвату, а контролирующая их Османская империя и стоящая за ней Великобритания считались более вероятными противниками, чем весьма удалённая Япония или дружественная Германия. К тому же на Балтике значительная часть средств уходила на строительство крейсеров — «истребителей торговли», а броненосцы долго не могли избавиться от ярлыка кораблей береговой обороны.
Во второй половине 1880-х годов, в рамках принятой правительством в 1881 году двадцатилетней судостроительной программы, началось строительство серии барбетных паровых броненосцев для Черноморского флота. С 1889 по 1894 год в строй были введены однотипные броненосцы «Екатерина II», «Чесма», «Синоп» и «Георгий Победоносец», а в 1892 году — отличавшийся от них по конструкции броненосец «Двенадцать Апостолов».
Таким образом, вплоть до конца 90-х годов Черноморский флот располагал куда более современными броненосцами, чем Балтийский, и всего к началу XX века в составе Черноморского флота было уже 7 эскадренных броненосцев, 1 крейсер, 3 минных крейсера, 6 канонерских лодок, 22 миноносца и других кораблей.

## Русско-японская война

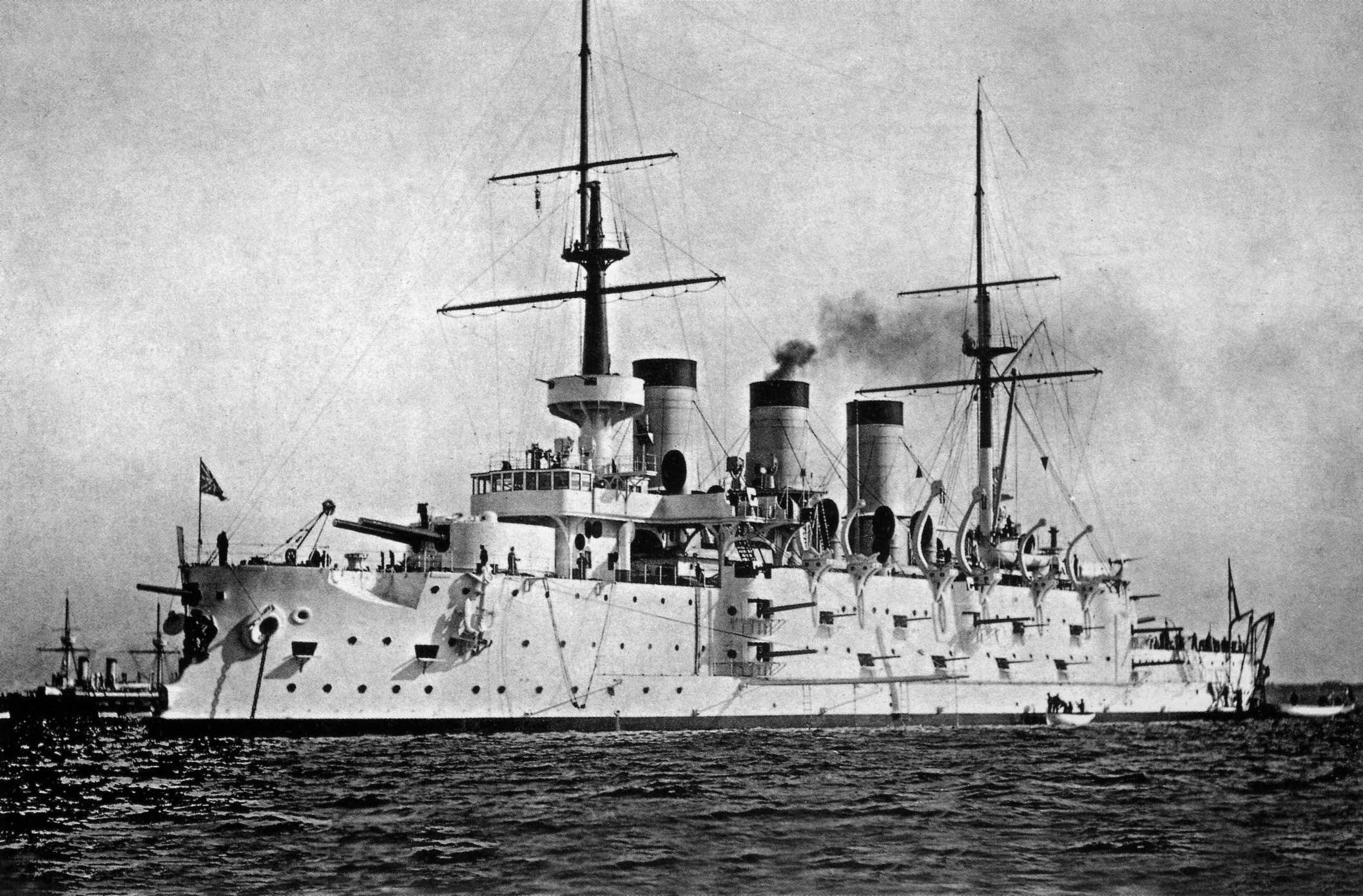
Русский эскадренный броненосец «Победа»

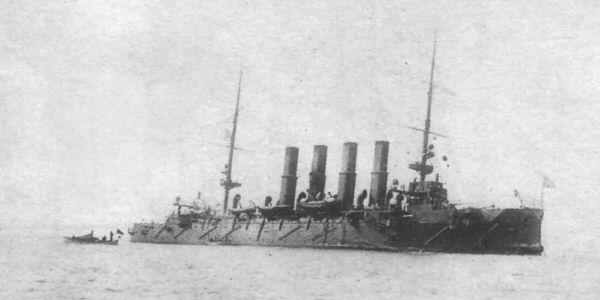
Крейсер «Варяг», повреждённый после боя с японской эскадрой. 9 февраля 1904 года.

В ночь 8 февраля 1904 года японский флот под командой адмирала Хэйхатиро Того начал военные действия против Российской империи. В результате внезапной атаки на Порт-Артур два российских эскадренных броненосца были серьёзно повреждены торпедами. Несколько попыток японского флота атаковать российские корабли провалились из-за огня береговой артиллерии и нежелания российского флота покинуть гавань для сражения в открытом море, особенно после гибели адмирала С. О. Макарова 13 апреля 1904 года. В результате морского сражения у Чемульпо погибли крейсер «Варяг» и канонерская лодка «Кореец».
После неудачных атак на Порт-Артур японцы попытались закрыть к нему доступ — в ночь с 13 на 14 февраля они затопили несколько кораблей, гружённых цементом, у входа в гавань. Как оказалось, эти корабли затонули слишком глубоко, чтобы помешать судоходству. Попытка блокады боевыми кораблями 3—4 мая также провалилась.
В марте вице-адмирал Макаров принял под командование Первую Тихоокеанскую эскадру с целью снятия японской блокады Порт-Артура. К тому времени обе стороны начали широко использовать тактику минирования морских путей сообщения около портов. Первый раз в истории мины использовались нападающей стороной — до этого мины использовались только в оборонительных целях для закрытия доступа в гавань вражеским кораблям.
Японская тактика применения мин существенно ограничила маневренность русских кораблей. 13 апреля 1904 года два российских броненосца — флагман «Петропавловск» и «Победа» — подорвались на минах на выходе из гавани. В течение минуты «Петропавловск» затонул, «Победа» вернулась в Порт-Артур для ремонта. С. О. Макаров погиб на «Петропавловске» вместе с бо́льшей частью экипажа и художником-баталистом В. В. Верещагиным.

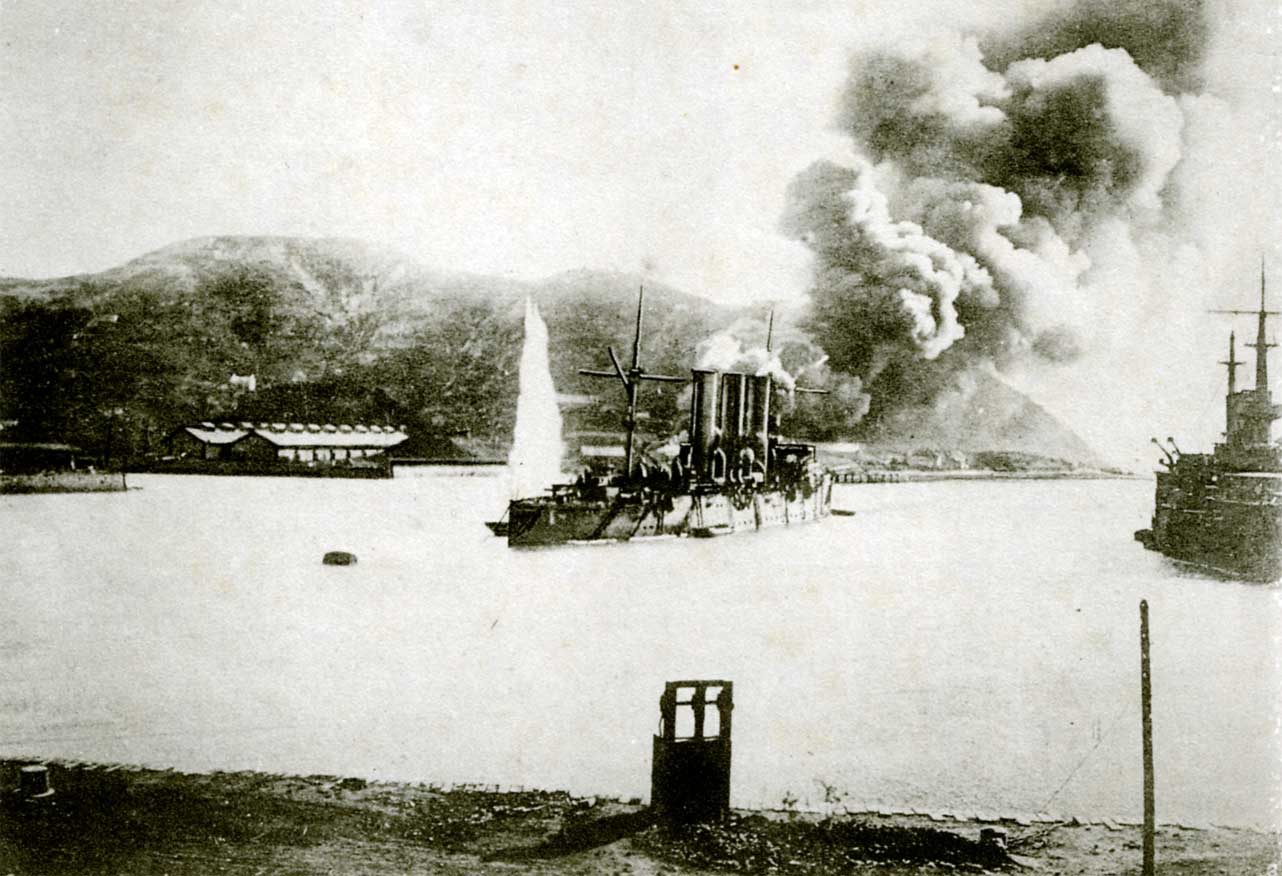
Обстрел Порт-Артура. 1904 г.

В то же время русские тоже успешно применяли тактику минирования против японского флота. 15 мая 1904 года два японских броненосца «Ясима» и «Хацусэ» подорвались и затонули на минном поле, выставленном минным заградителем «Амур».
Успешно действовал на морских коммуникациях японцев русский Владивостокский отряд крейсеров, уничтоживший ряд японских транспортов.
Российский флот под командованием контр-адмирала Витгефта сделал попытку прорвать блокаду и уйти во Владивосток, однако был перехвачен и понёс тяжёлые потери в Жёлтом море. Остатки российской эскадры в Порт-Артуре были постепенно затоплены огнём осаждающей Порт-Артур японской артиллерии. Порт-Артур, обороняемый в том числе и отрядами моряков, сформированных из экипажей затопленных кораблей, пал 2 января 1905 года после нескольких кровопролитных штурмов.
Российское командование послало эскадру Балтийского флота под командой адмирала З. П. Рожественского в помощь осаждённому Порт-Артуру вокруг мыса Доброй Надежды через Атлантический, Индийский и Тихий океаны. 21 октября 1904 года они едва не спровоцировали войну с Великобританией (союзник Японии, но нейтральное государство во время этой войны) во время Гулльского инцидента, когда российский флот обстрелял британские рыболовные суда, приняв их за японские миноносцы.
Продолжительность плавания эскадры Балтийского флота дала адмиралу Того достаточное время, чтобы подготовиться к встрече ещё до того, как эскадра имела бы возможность дойти до российских военно-морских баз на Дальнем Востоке. Эскадра Балтийского флота была встречена японскими силами в Корейском проливе около острова Цусима. В результате Цусимского сражения 27—28 мая 1905 года, более подготовленная японская эскадра, превосходящая российскую эскадру количественно и качественно (в скорости, скорострельности и дальнобойности артиллерии), вывела из строя главные корабли русской эскадры. Вторая Тихоокеанская эскадра была полностью разгромлена — бо́льшая часть боевых кораблей погибла или была затоплена экипажами, остальные корабли под командованием контр-адмирала Небогатова сдались, и лишь единицы или ушли в нейтральные порты или прорвались во Владивосток. Потери военных боевых кораблей составили 21 корабль, из которых 10 были затоплены или подорваны своими же экипажами.
В 1904 году в составе Балтийского флота действовала подводная лодка «Дельфин» инженера И. Г. Бубнова.

## Возрождение флота
После поражения в русско-японской войне флот Российской империи отодвинулся с третьего места в мире на шестое. Указом императора Николая II от 6 (19) марта 1906 года о внесении изменений в классификацию судов военного флота, подводные лодки, числившиеся до этого в классе миноносцев, получили самостоятельный статус, что означало появления нового рода сил флота — подводные силы флота. Тогда в строю были 10 субмарин. С тех пор 19 марта отмечается в России как профессиональный праздник — День подводника.
В мае 1906 года наряду с Главным морским штабом был организован Морской генеральный штаб, взявший на себя функции оперативного органа управления. В том же году начала разрабатываться и активно обсуждаться новая программа военного кораблестроения, известная как «Малая судостроительная программа», которая была утверждена императором Николаем II 6 июня 1907 года, но впоследствии размер ассигнований был сокращён, а сама программа получила название «Распределение ассигнований на судостроение» (до 1911 года планировалось достроить уже начатые суда и заложить для Балтийского флота 4 броненосца и 3 подводные лодки, а также построить новый военный порт; а для Черноморского флота — 14 эскадренных миноносцев и 3 подводные лодки) и была частично утверждена Государственной думой весной 1908 года. Боснийский кризис в 1909 году вновь поднял вопрос о расширении флота и новые линейные корабли, крейсера и миноносцы (теперь в основном эсминцы) были заказаны для Балтийского флота. По личному повелению императора Николая II были заложены новые линейные корабли, ассигнование на которые были ранее отклонены Государственной думой.

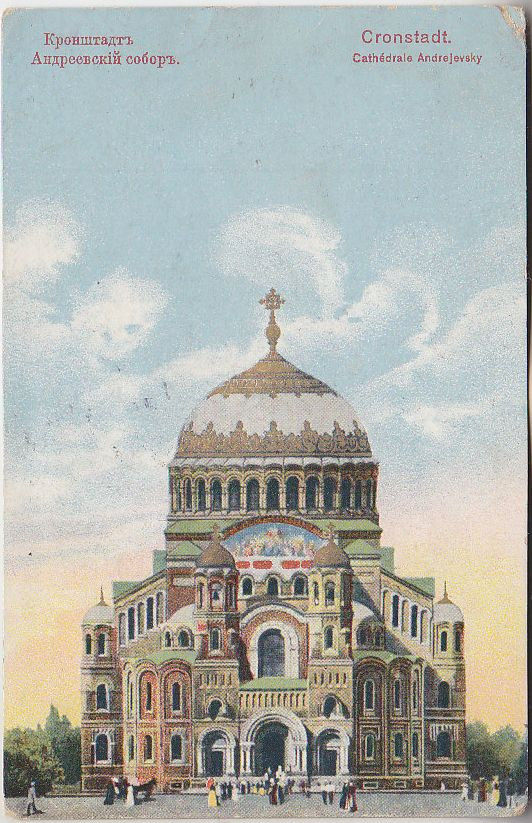
Морской собор, Кронштадт. Открыт в 1913 г.

Начиная с 1909 года шла активная подготовка и обсуждение новой судостроительной программы — «Десятилетней программы судостроения (1910—1920 гг.)» — так называемой «Большой судостроительной программы», которая в конечном своём варианте предусматривала строительство для Балтийского флота: 8 линейных кораблей, 4 линейных крейсеров, 18 эскадренных миноносцев и 12 подводных лодок; для Черноморского флота — 9 эскадренных миноносцев типа «Новик» и 6 подводных лодок; кораблей для Сибирской флотилии, а также перевооружение и модернизацию нескольких линейных кораблей — «Три Святителя», «Двенадцать Апостолов», «Георгий Победоносец»
. Программа была утверждена 25 марта 1910 года императором Николаем II, однако до 1911 года Государственной думой не рассматривалась. Перевооружение также включало большое участие зарубежных партнёров — крейсер «Рюрик» и оборудование других кораблей было заказано на иностранных судоверфях. После начала Первой мировой войны корабли и оборудование, заказанные в Германии, были конфискованы. Оборудование из Англии частично было передано союзниками и доставлено в Россию.

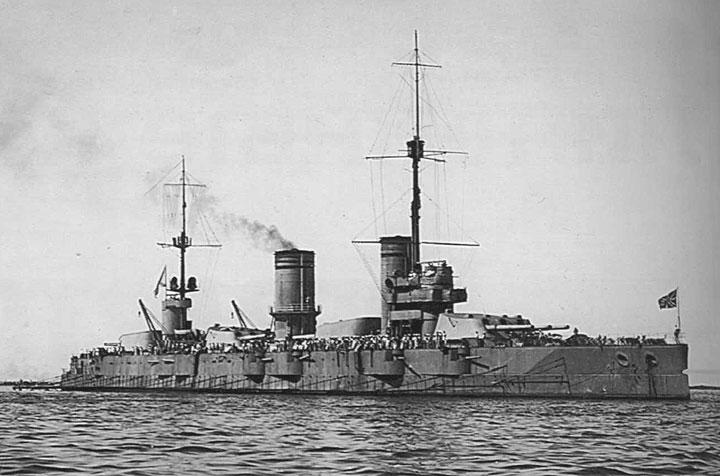
Русский линкор «Севастополь». Введён в строй к конце 1914 г.

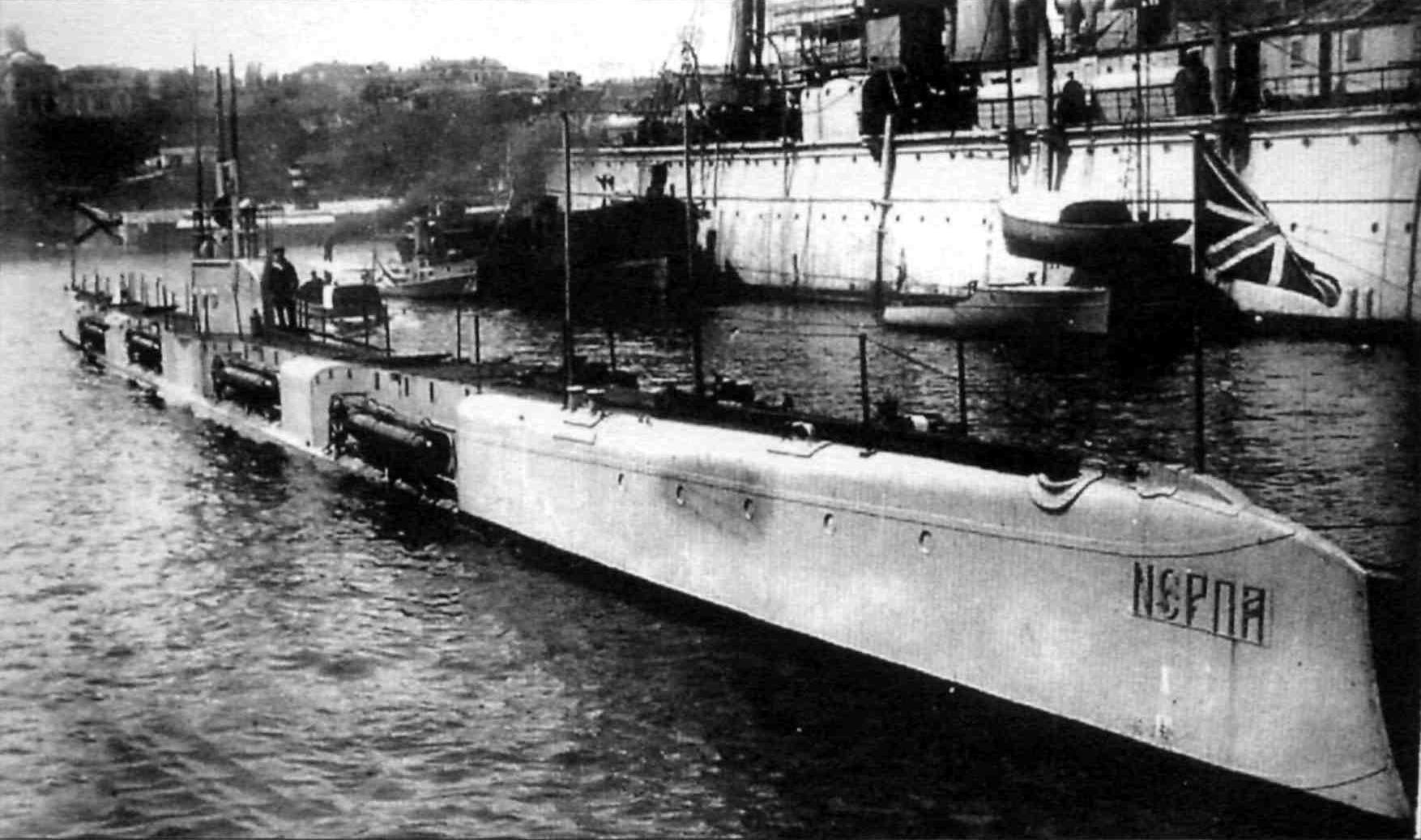
Спущенная на воду в 1913 году подлодка «Нерпа». Севастополь, 1915 г.

В другом случае, приобретение подводных лодок «АГ» конструкции фирмы «Холланд» (США) вместо строительства отечественных образцов, позволило ускоренно создать новый род сил, но сказалось отрицательно на его модернизации. В эпоху стремительного развития подводного флота Россия была вынуждена содержать морально устаревшие подводные лодки, не имея ни базы для их обеспечения (все необходимое обеспечивалось импортом), ни денег на их замену. Когда их сборка по контракту была налажена в России, ведущие морские страны уже сменили одно—два поколения подводных лодок.
Ухудшение отношений с Османской империей также спровоцировало перевооружение и расширение Черноморского флота. 17 января 1911 года Государственная дума выделила средства на строительство трёх линейных кораблей типа «Императрица Мария», закладка которых была предусмотрена по программе Морского министерства «Об ассигновании средств на усиление черноморского флота», а также на ускорение сроков закладки кораблей, предусмотренных программой 1910 года.
В 1911 году Морским министерством и Морским генеральным штабом начался пересмотр программы 1910 года. В конечном счёте их работа привела к тому, что 25 апреля 1911 года Николай II утвердил «Законопроект о военно-морском флоте» совместно с первоочередной его частью — «Программой спешного усиления Балтийского флота». Закон предусматривал иметь к 1930 году: две действующие и одну резервную эскадры в составе Балтийского флота; одну действующую и одну резервную в составе Черноморского флота; состав Сибирской флотилии рассматривался отдельно. После небольших корректировок, утверждения Советом министров, Государственным советом, 6 июня 1912 года данная программа и Закон о флоте были также утверждены Государственной думой. Предусматривалось строительство с 1912 по 1916(7) год для Балтийского флота четырёх линейных крейсеров типа «Измаил», двух минных крейсеров («Муравьёв-Амурский» и «Адмирал Невельской»), заказанных в Германии, четырёх лёгких крейсеров типа «Светлана» («Адмирал Грейг», «Светлана», «Адмирал Бутаков», «Адмирал Спиридонов»), тридцать одного эскадренного миноносца типа «Новик» (различных серий) и двенадцати подводных лодок; а для Черноморского флота — двух лёгких крейсеров типа «Светлана» («Адмирал Нахимов», «Адмирал Лазарев»).
Российская империя потратила 519 миллионов долларов на военно-морские нужды с 1906 по 1913 год — это пятый по размеру бюджет после Великобритании, Германии, США и Франции.
К середине 1914 года была одобрена и утверждена «Программа нового усиления Черноморского флота», предусматривающая, в дополнение к предыдущим программам, строительство четвёртого линейного корабля из серии «Императрица Мария» — «Император Николай I», двух лёгких крейсеров типа «Светлана» («Адмирал Истомин», «Адмирал Нахимов»), восьми эскадренных миноносцев типа «Новик», а также шести подводных лодок (типы «Морж» и «Нарвал»).

## Первая мировая война
К началу Первой мировой войны 1914-18 годов в боевом составе российского флота имелось 12 линейных кораблей (линкоров) и линейных крейсеров, 3 броненосных крейсера, 11 крейсеров, 71 эскадренный миноносец, 47 миноносцев, 30 подводных лодок, 15 канонерских лодок, 8 минных заградителей, 5 тральщиков, 10 посыльных судов, а также большое количество вспомогательных судов; в количественном составе он был на 7 месте в мире. На службе во флоте (включая учреждения Морского ведомства) состояли 191 адмирал и генерал, 810 штаб-офицеров, 2148 обер-офицеров, 985 военных медиков и военных чиновников, 52 011 нижних чинов (включая 4 313 сверхсрочнослужащих) По утверждению историка А. В. Олейникова, русский флот был в количественном составе четвёртым среди флотов Антанты, но по боевой результативности — вторым.

### Балтийское море

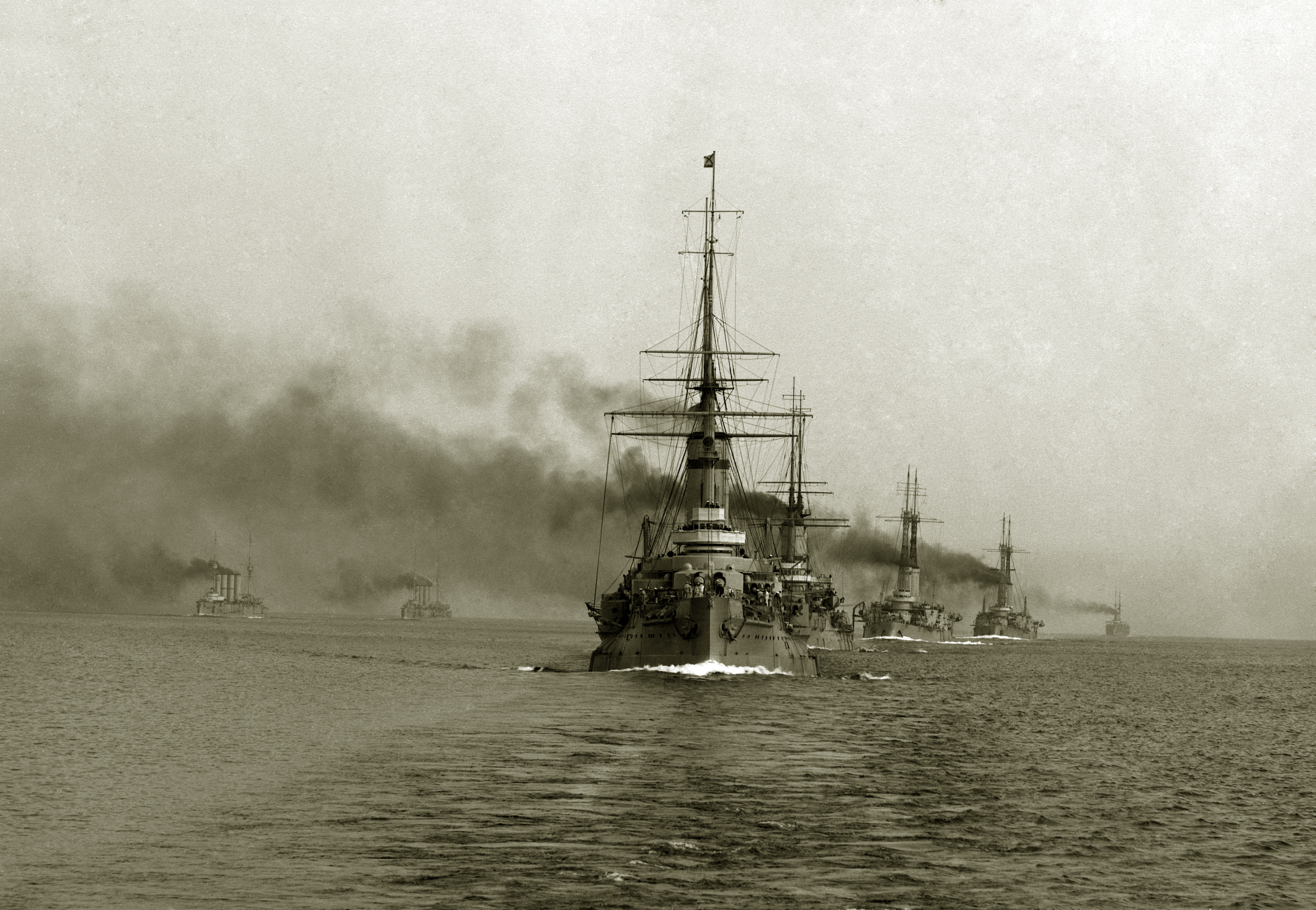
Балтика. Бригада российских линкоров. 1915 г.

На Балтийском море главными противниками были Россия и Германия. Довольно большое количество британских подводных лодок проплывали через пролив Каттегат для поддержки российского флота. Так как германский флот был численно больше и совершеннее русского, а также из-за возможности легко перебросить корабли флота Открытого моря из Северного моря в Балтийское через Кильский канал в случае необходимости, российский флот применял оборонительную позиционную стратегию. Наступательные операции ограничивались перехватами конвойных перевозок между Швецией и Германией русскими и британскими подводными лодками, а также использованием осадных минных заграждений — минных заграждений в атакующих целях.
Широкое использование морских мин в наступательных и оборонительных целях обеими сторонами ограничило маневренные действия флота на Восточном фронте. Германская атака с моря на Рижский залив в августе 1915 года потерпела неудачу, как и попытка немецких эсминцев прорваться в Финский залив в 1916 году. Однако после развала армии в октябре 1917 года германский флот захватил архипелаг Моонзунд (операция «Альбион»).
В годы Первой мировой войны корабли Балтийского флота проводили минно-заградительные операции (поставлено 35 тыс. мин), а также действовали на коммуникациях немецкого флота, содействовали сухопутным войскам и обеспечивали оборону Финского залива.
В своих воспоминаниях контр-адмирал А. Д. Бубнов писал :

В общем Балтийский флот до самой революции полностью, и даже с лихвой, выполнил все поставленные ему задачи, а немецкий флот не рисковал предпринимать на Балтийском море никаких более или менее значительных операций вследствие искусно и прочно организованной нами обороны этого морского театра военных действий— Бубнов А. Д. В царской ставке: Воспоминания адмирала Бубнова. — Нью-Йорк: изд-во им. Чехова, 1955. — 405 с. — С. 219 - 221.
К марту 1918 года революция в России и Брестский мир позволили Германии получить полный контроль над Балтийским морем — германский флот начал перевозку войск для поддержки новоявленной независимой Финляндии и оккупации Польши, Украины и западной части России. Часть кораблей Балтийского флота была эвакуирована из Гельсингфорса и Ревеля в Кронштадт во время Ледового похода Балтийского флота в марте 1918 года.

### Чёрное море

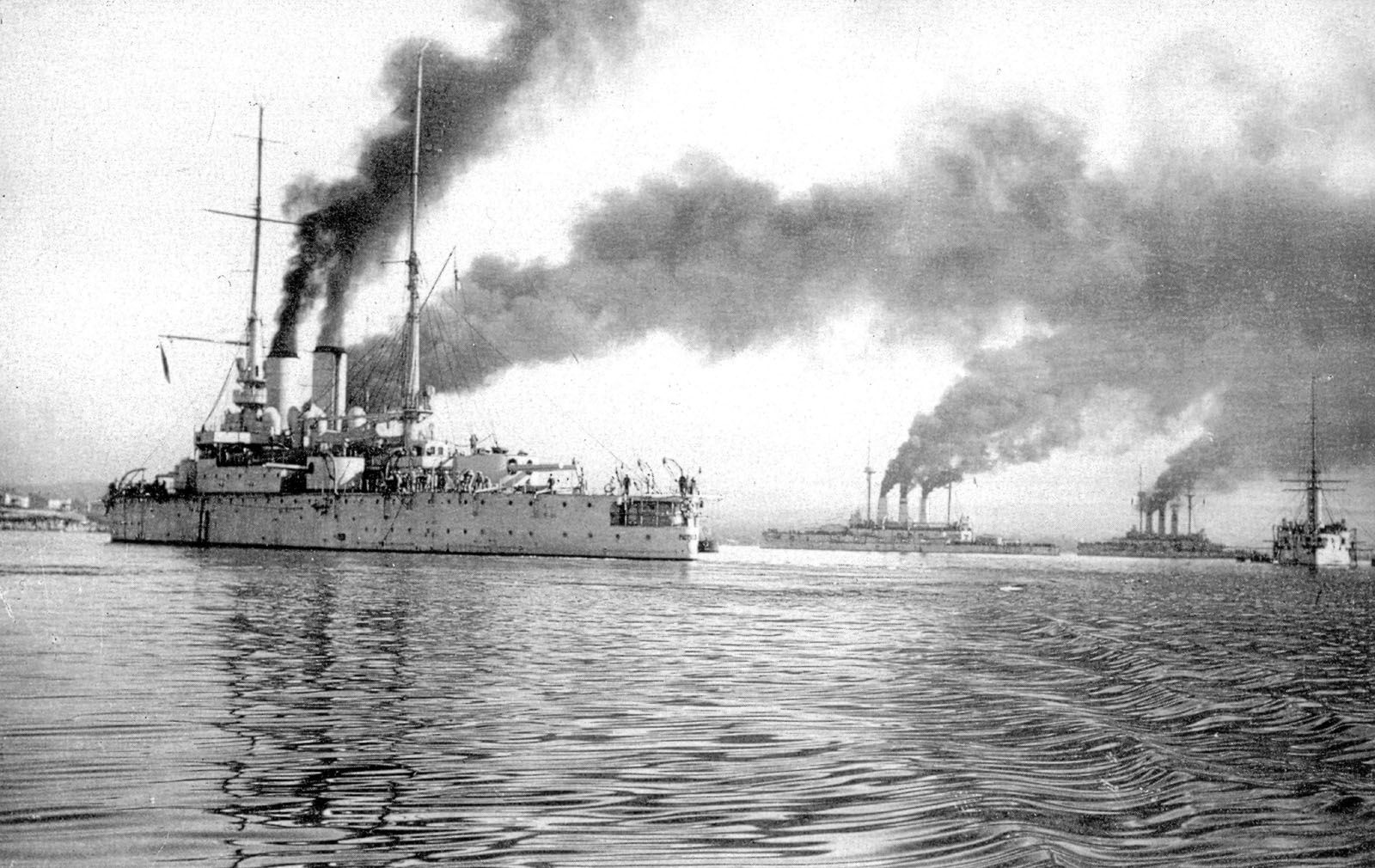
Броненосцы Черноморского флота на рейде Севастополя, 1910 г.

На Чёрном море основным противником России была Османская империя. Черноморским флотом с основной базой в Севастополе командовали адмирал А. А. Эбергард и с 1916 года вице-адмирал А. В. Колчак.
Война на Чёрном море началась после того, как флот Османской империи обстрелял несколько русских городов в октябре 1914 года. Самыми совершенными на то время кораблями в турецком флоте были два германских крейсера: «Гебен» и «Бреслау», оба под командой адмирала Сушона. «Гебен» был повреждён в нескольких боях, и обычной его тактикой было отступление в Босфор при появлении превосходящих сил русского Черноморского флота. К концу 1915 года Черноморский флот обеспечил себе практически полный контроль над Чёрным морем.
Черноморский флот использовался также для поддержки Кавказской армии генерала Юденича (см. Кавказский фронт). В начале 1916 года Черноморский флот оказывал поддержку армии в Трапезундской операции, высаживая десанты на побережье.
15 июля 1916 года вице-адмирал А. В. Колчак принял командование над Черноморским флотом. Основной стратегической задачей он считал полное минирование выхода из Босфора в Чёрное море.
К осени 1916 года удалось установить полную блокаду всех источников угля для Османской империи (порты Зунгулдак, Козлу, Эрегли, Килимли).
На протяжении всего 1916 года и вплоть до весны 1917 года шла активная подготовка к Босфорской операции.
По мнению некоторых исследователей, активная и грамотная деятельность А. В. Колчака по минированию выхода из Босфора и порта Варна, привела к установлению полного господства Черноморского флота и «ни одно неприятельское судно» вплоть до лета 1917 года не появлялось в акватории Чёрного моря.
Самой большой потерей Черноморского флота была гибель линейного корабля «Императрица Мария», который взорвался на якорной стоянке в порту 7 (20) октября 1916 года, пробыв в строю всего лишь один год после вступления в строй. Причины взрыва так и не были выяснены, по мнению некоторых историков он мог быть результатом диверсионного акта, по мнению других — несчастным случаем. Вице-адмирал А. В. Колчак лично руководил операцией по спасению моряков и тушению пожара.

## Руководители флота
- Лефорт, Франц Яковлевич (1695—1699)
- Головин, Фёдор Алексеевич (1699—1707)
- Апраксин, Фёдор Матвеевич (1707—1728), с 1718 года — первый президент Адмиралтейств-коллегии

## Военно-морские чины Российского императорского флота
| Категория чина (звания)    | Категория чина (звания)          | Чины генеральские                                    | Чины генеральские | Чины генеральские | Чины генеральские | Штаб-офицеры    | Штаб-офицеры     | Штаб-офицеры                     | Штаб-офицеры                      | Обер-офицеры | Обер-офицеры    | Обер-офицеры |
| Класс (по Табели о рангах) | Класс (по Табели о рангах)       | I                                                    | II                | III               | IV                | VI              | VII              | VIII                             | VIII                              | IX           | X               | X            |
| -------------------------- | -------------------------------- | ---------------------------------------------------- | ----------------- | ----------------- | ----------------- | --------------- | ---------------- | -------------------------------- | --------------------------------- | ------------ | --------------- | ------------ |
| Эполеты                    | Корабельная служба               | Генерал-адмирал (знаки различия не устанав-ливались) | Адмирал           | Вице-адмирал      | Контр-адмирал     | Капитан I ранга | Капитан II ранга | Капитан-лейтенант (1907—1911 г.) | Старший лейтенант (после 1909 г.) | Лейтенант    | Мичман          | Мичман       |
| Эполеты                    | Корабельная служба               | Генерал-адмирал (знаки различия не устанав-ливались) | Адмирал           | Вице-адмирал      | Контр-адмирал     | Капитан I ранга | Капитан II ранга | Капитан-лейтенант (1907—1911 г.) | Старший лейтенант (после 1909 г.) | Лейтенант    | (после 1909 г.) | (до 1909 г.) |
| Эполеты                    | Корабельная служба               | Генерал-адмирал (знаки различия не устанав-ливались) |                   |                   |                   |                 |                  |                                  |                                   |              |                 |              |
| Эполеты                    | Береговая служба (после 1913 г.) | Генерал-адмирал (знаки различия не устанав-ливались) | Генерал           | Генерал-лейтенант | Генерал-майор     |                 |                  |                                  |                                   |              |                 |              |
| Эполеты                    | Береговая служба (после 1913 г.) | Генерал-адмирал (знаки различия не устанав-ливались) |                   |                   |                   |                 |                  |                                  |                                   |              |                 |              |
| Погоны                     | Корабельная служба               | Генерал-адмирал (знаки различия не устанав-ливались) | Адмирал           | Вице-адмирал      | Контр-адмирал     |                 |                  |                                  |                                   |              |                 |              |
| Погоны                     | Корабельная служба               | Генерал-адмирал (знаки различия не устанав-ливались) |                   |                   |                   |                 |                  |                                  |                                   |              |                 |              |
| Погоны                     | Береговая служба (после 1913 г.) | Генерал-адмирал (знаки различия не устанав-ливались) | Генерал           | Генерал-лейтенант | Генерал-майор     |                 |                  |                                  |                                   |              |                 |              |
| Погоны                     | Береговая служба (после 1913 г.) | Генерал-адмирал (знаки различия не устанав-ливались) |                   |                   |                   |                 |                  |                                  |                                   |              |                 |              |

*Знаки различия чина «генерал-адмирал» не вводились.
В таблице приводятся погоны нижних чинов состоянию на 1904—1917 гг.
| Категория чина (звания) | Нижние чины    | Нижние чины    | Нижние чины      | Нижние чины       | Нижние чины   | Нижние чины   | Нижние чины                 | Нижние чины                                          |
| Категория чина (звания) | Кондукто́ры     | Кондукто́ры     | Кондукто́ры       | Кондукто́ры        | Унтер-офицеры | Унтер-офицеры | Унтер-офицеры               | Матросы                                              |
| ----------------------- | -------------- | -------------- | ---------------- | ----------------- | ------------- | ------------- | --------------------------- | ---------------------------------------------------- |
| Погоны                  | Старший боцман | Старший боцман | Минный кондукто́р | Рулевой кондукто́р | Боцман        | Боцманмат     | Унтер-офицер                | Матрос 1-й и 2-й статьи                              |
| Погоны                  |                |                |                  |                   |               |               |                             |                                                      |
| Погоны                  | 1904—1913 гг.  | 1913—1917 гг.  | 1904—1913 гг.    | 1913—1917 гг.     |               |               | до 1909 г. — квартирмейстер | - Комендор 1-й и 2-й статьи - Минёр 1-й и 2-й статьи |

Кроме указанных в таблице военно-морских чинов военнослужащим Российского императорского флота присваивались офицерские чины по Адмиралтейству (сухопутного образца), гражданские чины по Военно-медицинскому ведомству, должностные звания и офицерские чины по Корпусам морского ведомства, и классные чины военных чиновников морского ведомства. Аналогичным образом свои воинские звания присваивались подчинённым им нижним чинам. Всем указанным категориям военнослужащих полагались соответствующие (отличные от морских) знаки различия. Часть военнослужащих Морского ведомства имела сухопутные воинские звания, но к названию их чина обязательно делалось дополнение. Например, академик-кораблестроитель А. Н. Крылов имел чин «флота генерал», а инженер-кораблестроитель В. П. Костенко — «поручик по Адмиралтейству».

### Офицеры по Адмиралтейству
Погоны офицеров по Адмиралтейству по состоянию на 1904—1917 годы:
- на красном поле: офицеры, переименованные в эти чины из офицеров флота и Корпусов морского ведомства или посторонних ведомств.
- на чёрном поле: офицеры, произведённые из нижних чинов и из воспитанников морских учебных заведений «за малоуспешность в науках».

| Описание | Описание                   | Знаки различия офицеров по Адмиралтейству | Знаки различия офицеров по Адмиралтейству | Знаки различия офицеров по Адмиралтейству | Знаки различия офицеров по Адмиралтейству | Знаки различия офицеров по Адмиралтейству | Знаки различия офицеров по Адмиралтейству | Знаки различия офицеров по Адмиралтейству | Знаки различия офицеров по Адмиралтейству | Знаки различия офицеров по Адмиралтейству | Знаки различия офицеров по Адмиралтейству |              |
| Класс (по Табели о рангах)                                                                                       | Класс (по Табели о рангах) | Генералы                                  | Генералы                                  | Генералы                                  | Штаб-офицеры                              | Штаб-офицеры                              | Штаб-офицеры                              | Штаб-офицеры                              | Обер-офицеры                              | Обер-офицеры                              | Обер-офицеры                              | Обер-офицеры |
| Класс (по Табели о рангах)                                                                                       | Класс (по Табели о рангах) | II                                        | III                                       | IV                                        | VI                                        | VII                                       | VIII                                      | IX                                        | X                                         | XII                                       | XIV                                       |              |
| Классный чин | Классный чин               | Генерал по Адмиралтейству                 | Генерал-лейтенант по Адмиралтейству       | Генерал-майор по Адмиралтейству           | Полковник по Адмиралтейству               | Подполковник по Адмиралтейству            | Капитан по Адмиралтейству                 | Штабc-капитан по Адмиралтейству           | Поручик по Адмиралтейству                 | Подпоручик по Адмиралтейству              | Прапорщик по Адмиралтейству               |              |
| Офицеры, переименованные в эти чины из офицеров флота и Корпусов морского ведомства или посторонних ведомств.    | Эполеты                    |                                           |                                           |                                           |                                           |                                           |                                           |                                           |                                           |                                           |                                           |              |
| Офицеры, переименованные в эти чины из офицеров флота и Корпусов морского ведомства или посторонних ведомств.    | Погоны                     |                                           |                                           |                                           |                                           |                                           |                                           |                                           |                                           |                                           |                                           |              |
| Офицеры, произведённые из нижних чинов и из воспитанников морских учебных заведений «за малоуспешность в науках» | Эполеты                    |                                           |                                           |                                           |                                           |                                           |                                           |                                           |                                           |                                           |                                           |              |
| Офицеры, произведённые из нижних чинов и из воспитанников морских учебных заведений «за малоуспешность в науках» | Погоны                     |                                           |                                           |                                           |                                           |                                           |                                           |                                           |                                           |                                           |                                           |              |
| |                            |                                           |                                           |                                           |                                           |                                           |                                           |                                           |                                           |                                           |                                           |              |

### Корпус инженеров и техников по морской строительной части
Погоны офицеров по Корпусу инженеров и техников по морской строительной части, погоны образца 1891 года с пуговицей образца 1904 года.
| Описание                   | Описание                   | Знаки различия офицеров по адмиралтейству | Знаки различия офицеров по адмиралтейству | Знаки различия офицеров по адмиралтейству | Знаки различия офицеров по адмиралтейству | Знаки различия офицеров по адмиралтейству | Знаки различия офицеров по адмиралтейству | Знаки различия офицеров по адмиралтейству | Знаки различия офицеров по адмиралтейству | Знаки различия офицеров по адмиралтейству | Знаки различия офицеров по адмиралтейству | Знаки различия офицеров по адмиралтейству |
| Класс (по Табели о рангах) | Класс (по Табели о рангах) | Генерал                                   | Штаб-офицеры                              | Штаб-офицеры                              | Штаб-офицеры                              | Штаб-офицеры                              | Обер-офицеры                              | Обер-офицеры                              | Обер-офицеры                              | Обер-офицеры                              | Обер-офицеры                              | Обер-офицеры                              |
| Класс (по Табели о рангах) | Класс (по Табели о рангах) | IV                                        | VI                                        | VI                                        | VII                                       | VII                                       | IX                                        | IX                                        | X                                         | X                                         | XIV                                       | XIV                                       |
| Классный чин               | Классный чин               | Инспектор морской строительной части      | Главный инженер-строитель                 | Главный инженер-строитель                 | Старший инженер-строитель                 | Старший инженер-строитель                 | Младший инженер-строитель                 | Младший инженер-строитель                 | Старший техник                            | Старший техник                            | Младший техник                            | Младший техник                            |
|                            | Погоны (обр. 1891 г.)      |                                           |                                           |                                           |                                           |                                           |                                           |                                           |                                           |                                           |                                           |                                           |
|                            |                            |                                           |                                           |                                           |                                           |                                           |                                           |                                           |                                           |                                           |                                           |                                           |
|                            |                            | с пуговицей обр. 1904 г.                  |                                           | с пуговицей обр. 1904 г.                  |                                           | с пуговицей обр. 1904 г.                  |                                           | с пуговицей обр. 1904 г.                  |                                           | с пуговицей обр. 1904 г.                  |                                           | с пуговицей обр. 1904 г.                  |

### Знаки различия медиков Морского ведомства
| Описание                                                           | Знаки различия                                | Знаки различия                   | Знаки различия    | Знаки различия                                              | Знаки различия                                              | Знаки различия                                              | Знаки различия                                              | Знаки различия                                              | Знаки различия                                       | Знаки различия                                       | Знаки различия                                       | Знаки различия | Знаки различия | Знаки различия | Знаки различия |
| Чин, звание                                                        |                                               |                                  |                   |                                                             |                                                             |                                                             |                                                             |                                                             |                                                      |                                                      |                                                      |                |                |                |                |
| Действительный тайный советник                                     | Тайный советник                               | Действительный статский советник | Статский советник | Коллежский советник                                         | Надворный советник                                          | Коллежский асессор                                          | Титулярный советник                                         | Коллежский секретарь                                        | Губернский секретарь                                 | Коллежский регистратор                               |                                                      |                |                |                |                |
| Класс                                                              | II                                            | III                              | IV                | V                                                           | VI                                                          | VII                                                         | VIII                                                        | IX                                                          | X                                                    | XII                                                  | XIV                                                  |                |                |                |                |
| Квалификация                                                       | Врачи                                         | Врачи                            | Врачи             | Врачи, фармацевты и лекарские помощники (IX и VIII классов) | Врачи, фармацевты и лекарские помощники (IX и VIII классов) | Врачи, фармацевты и лекарские помощники (IX и VIII классов) | Врачи, фармацевты и лекарские помощники (IX и VIII классов) | Врачи, фармацевты и лекарские помощники (IX и VIII классов) | Фармацевты, лекарские помощники и классные фельдшеры | Фармацевты, лекарские помощники и классные фельдшеры | Фармацевты, лекарские помощники и классные фельдшеры |                |                |                |                |
| Эполеты врачей (1893—1904 гг.)                                     |                                               |                                  |                   |                                                             |                                                             |                                                             |                                                             |                                                             |                                                      |                                                      |                                                      |                |                |                |                |
| Погоны медицинских чинов (1893—1904 гг.)                           | образца 1893 года (1893—1906 гг.)             |                                  |                   |                                                             |                                                             |                                                             |                                                             |                                                             |                                                      |                                                      |                                                      |                |                |                |                |
|                                                                    |                                               |                                  |                   |                                                             |                                                             |                                                             |                                                             |                                                             |                                                      |                                                      |                                                      |                |                |                |                |
| Эполеты врачей (1904—1917 гг.)                                     |                                               |                                  |                   |                                                             |                                                             |                                                             |                                                             |                                                             |                                                      |                                                      |                                                      |                |                |                |                |
| Погоны медицинских чинов (1904—1917 гг.) (с 1908 г.— кроме врачей) | Погон врача образца 1893 года (1893—1906 гг.) |                                  |                   |                                                             |                                                             |                                                             |                                                             |                                                             |                                                      |                                                      |                                                      |                |                |                |                |
| Погоны врачей (1908—1917 гг.)                                      |                                               |                                  |                   |                                                             |                                                             |                                                             |                                                             |                                                             |                                                      |                                                      |                                                      |                |                |                |                |

В таблице приводятся погоны нижних чинов состоянию на 1904—1917 гг.
| Категория чина (звания)  | Нижние чины                                        | Нижние чины                                        | Нижние чины         | Нижние чины         | Нижние чины     | Нижние чины    |
| Категория чина (звания)  | фельдшеры                                          | фельдшеры                                          | фельдшеры           | фельдшеры           | Санитары        | Санитары       |
| ------------------------ | -------------------------------------------------- | -------------------------------------------------- | ------------------- | ------------------- | --------------- | -------------- |
| Погоны / нарукавный знак | Старший фельдшер, с 1915 г. — санитарный кондукто́р | Старший фельдшер, с 1915 г. — санитарный кондукто́р | Фельдшер 1-й статьи | Фельдшер 2-й статьи | Санитар         | Санитар        |
| Погоны / нарукавный знак |                                                    |                                                    |                     |                     | нарукавный знак |                |
| Погоны / нарукавный знак | (1904—1913 гг.)                                    | (1913—1917 гг.)                                    | (1906—1917 гг.)     | (1906—1917 гг.)     | (1906—1917 гг.) | (обр. 1906 г.) |

### Гражданские чины Морского ведомства
По состоянию на 1904—1917 годы:
| Описание                       | Знаки различия гражданских чинов Морского ведомства | Знаки различия гражданских чинов Морского ведомства | Знаки различия гражданских чинов Морского ведомства | Знаки различия гражданских чинов Морского ведомства                             | Знаки различия гражданских чинов Морского ведомства | Знаки различия гражданских чинов Морского ведомства | Знаки различия гражданских чинов Морского ведомства | Знаки различия гражданских чинов Морского ведомства | Знаки различия гражданских чинов Морского ведомства | Знаки различия гражданских чинов Морского ведомства | Знаки различия гражданских чинов Морского ведомства | Знаки различия гражданских чинов Морского ведомства |
| Классный чин                   | Действительный тайный советник                      | Действительный тайный советник                      | Тайный советник                                     | Действительный статский советник                                                | Статский советник                                   | Коллежский советник                                 | Надворный советник                                  | Коллежский асессор                                  | Титулярный советник                                 | Коллежский секретарь                                | Губернский секретарь                                | Коллежский регистратор                              |
| Класс                          | II                                                  | II                                                  | III                                                 | IV                                                                              | V                                                   | VI                                                  | VII                                                 | VIII                                                | IX                                                  | X                                                   | XII                                                 | XIV                                                 |
| Знаки различия погоны плечевые |                                                     |                                                     |                                                     |                                                                                 |                                                     |                                                     |                                                     |                                                     |                                                     |                                                     |                                                     |                                                     |
| Служба / должность             | Директор канцелярии Морского министерства           | Директор канцелярии Морского министерства           | Военно-морское Судебное ведомство                   | Делопроизводитель Канцелярии Морского инженерного училища Императора Николая I. | Артиллерийский приёмщик                             | Морские команды                                     | Машинный содержатель                                | Артиллерийский содержатель                          | Портовые управления                                 | Капельмейстер                                       | Артиллерийский содержатель                          | Портовые управления                                 |

### Изменения Временного правительства
«16 апреля 1917 — Приказ Морского министра № 125 от 16 апреля 1917 г.:
В соответствии с формой одежды, установленной во флотах всех свободных стран объявляю следующие изменения формы одежды чинов флотов и Морского ведомства впредь до окончательной выработки её в установленном порядке:
1) изъять из употребления все виды наплечных погон;
2) ношение шарфа отменить;
3) вензелевое изображение на оружии уничтожить;
4) середину кокарды, впредь до установления фуражки нового образца, закрасить в красный цвет.
Вместо наплечных погон устанавливаю нарукавные отличия из галуна — на сюртук, китель и тужурку — кругом всего рукава, на пальто — только с наружного края.
Сообразно чинам нашивки располагаются следующим образом:
1) у прапорщика и кол. регистратора — одна узкая полоса галуна из 1/4 без завитка;
2) у подпоручика и губ. секретаря — один широкий галун в 3/4 с завитком;
3) у мичмана, поручика и кол.секретаря — один широкий галун в 3/4 с завитком и один узкий без завитка;
4) у лейтенанта, шт.-капитана и тит. советника — один широкий галун в 3/4 с завитком и два узких без завитка;
5) у ст. лейтенанта, капитана, кол. асессора один широкий галун в 3/4 с завитком и три узких без завитка;
6) у капитана 2-го ранга, подполковника и надворного советника — один широкий галун с завитком и один широкий без завитка, оба в 3/4;
7) у капитана 1-го ранга, полковника и кол, советника — один широкий галун с завитком и два широких без завитка — все три в 3/4;
8) у стат. советника — один широкий галун с завитком, под ним один широкий галун без завитка: оба в 3/4 и третий галун в 1» без завитка;
9) у контр-адмирала, генерал-майора и действительного статского советника — один широкий галун в 3/4 с завитком и над ним два широких по 1 без завитков, а сверху пятиконечная звезда;
10) у вице-адмирала, генерал-лейтенанта и тайного советника такие же галуны, что и у контр-адмирала, но над ними две пятиконечные звезды;
11) у адмирала, генерала и действительного тайного советника такие же галуны, как у вице-адмирала, но над ними три пятиконечные звезды.

### Нарукавные знаки различия Российского флота с 16 апреля 1917 года
| Чин                        | Флот Российской республики | Флот Российской республики                           | Флот Российской республики                           | Флот Российской республики                                         | Флот Российской республики                             | Флот Российской республики                               | Флот Российской республики                         | Флот Российской республики                        | Флот Российской республики                | Флот Российской республики          | Флот Российской республики           |              |
| нарукавый знак             |                            |                                                      |                                                      |                                                                    | нарукавный знак флота 1917                             | нарукавный знак флота 1917                               | нарукавный знак флота 1917                         | нарукавный знак флота 1917                        | нарукавный знак флота 1917                | нарукавный знак флота 1917          | нарукавный знак флота 1917           |              |
|                            | Генерал-адмирал            | - Адмирал - Генерал - Действительный тайный советник | - Вице-адмирал - Генерал-лейтенант - Тайный советник | - Контр-адмирал - Генерал-майор - Действительный статский советник | - Капитан 1-го ранга - Полковник - Коллежский советник | - Капитан 2-го ранга - Подполковник - Надворный советник | - Старший лейтенант - Капитан - Коллежский асессор | - Лейтенант - Штабс-капитан - Титулярный советник | - Мичман - Поручик - Коллежский секретарь | - Подпоручик - Губернский секретарь | - Прапорщик - Коллежский регистратор |              |
| Класс (по Табели о рангах) | Адмиралы / генералы        | Адмиралы / генералы                                  | Адмиралы / генералы                                  | Адмиралы / генералы                                                | Штаб-офицеры                                           | Штаб-офицеры                                             | Штаб-офицеры                                       | Штаб-офицеры                                      | Обер-офицеры                              | Обер-офицеры                        | Обер-офицеры                         | Обер-офицеры |
| Класс (по Табели о рангах) | I                          | II                                                   | III                                                  | IV                                                                 | VI                                                     | VII                                                      | VIII                                               | IX                                                | X                                         | XII                                 | XIV                                  |              |

Золотые галуны носят офицеры флота, инженер-механики, выдержавшие полный офицерский экзамен офицеры по адмиралтейству, прапорщики и гидрографы.
Серебряные галуны носят офицеры по адмиралтейству, не выдержавшие полный офицерский экзамен, чины судебного ведомства, корабельные инженеры и врачи.
Для отличия специальности под нижний галун нашиваются выпушки:
1) у корабельных инженеров — красные;
2) у чинов судебного ведомства — малиновые;
3) у гидрографов — синие;
4) у врачей — белые.
В случае невозможности достать галуны, а на синем кителе и тужурке вообще, разрешается иметь нашивки из чёрной тесьмы.
О нарукавных нашивках матросов унтер-офицерского звания будет объявлено дополнительно, равно как будут опубликованы все дальнейшие разъяснения.
Военно-морские чиновники носят такие же нарукавные отличия, как и врачи, но без выпушки и завитков."

Приказ от 21 апреля уточнял, что нарукавные знаки различия должны быть чёрными на синем кителе. Неудобства, связанные как с введением новой формы, так и с трудностью различения чёрного на синем, привели к повсеместному игнорированию нововведений в форме. После Октябрьской революции Белое движение продолжало использовать форму и знаки различия императорского флота, а советское правительство и новообразованные национальные государства ввели свои собственные.

## Революция и Гражданская война

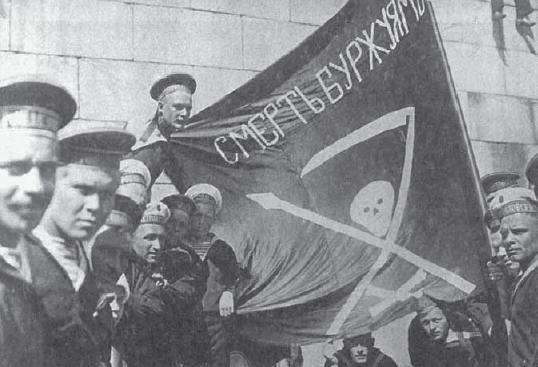
Революционные матросы с линкора «Петропавловск», Гельсингфорс, 1917 год

Революция и последующая Гражданская война в России стали катастрофой для русского флота. Черноморский флот весной 1918 года был частично захвачен немцами в Севастополе, частично выведен в Новороссийск, где затоплен по приказу В. И. Ленина. Некоторые захваченные корабли были переданы немцами Украинской державе. В декабре 1918 года находящиеся в Севастополе корабли были захвачены Антантой, после чего некоторая их часть была передана ВСЮР, позже этот флот принял активное участие в войне против большевиков. После поражения белых армий часть кораблей бывшего Черноморского флота перешли в Бизерту, Тунис, где была интернирована. Балтийский флот в Петрограде оставался практически не тронутым, однако и он принял участие в боевых действиях. Войска союзных интервентов оккупировали побережья Тихого океана, Чёрного моря, и Арктики. Моряки бывшего русского флота приняли самое активное участие в Гражданской войне.
В 1921 году экипажи линейных кораблей «Севастополь» и «Петропавловск», а также гарнизоны части фортов Кронштадта подняли восстание против советского правительства, которое было жестоко подавлено большевиками.
Оставшиеся в руках советской власти корабли бывшего императорского флота сформировали ядро Военно-морского флота СССР.

## Памятники российскому флоту (1696—1917)
В 1996 году в России отмечали юбилейную дату — 300-летие российского флота.

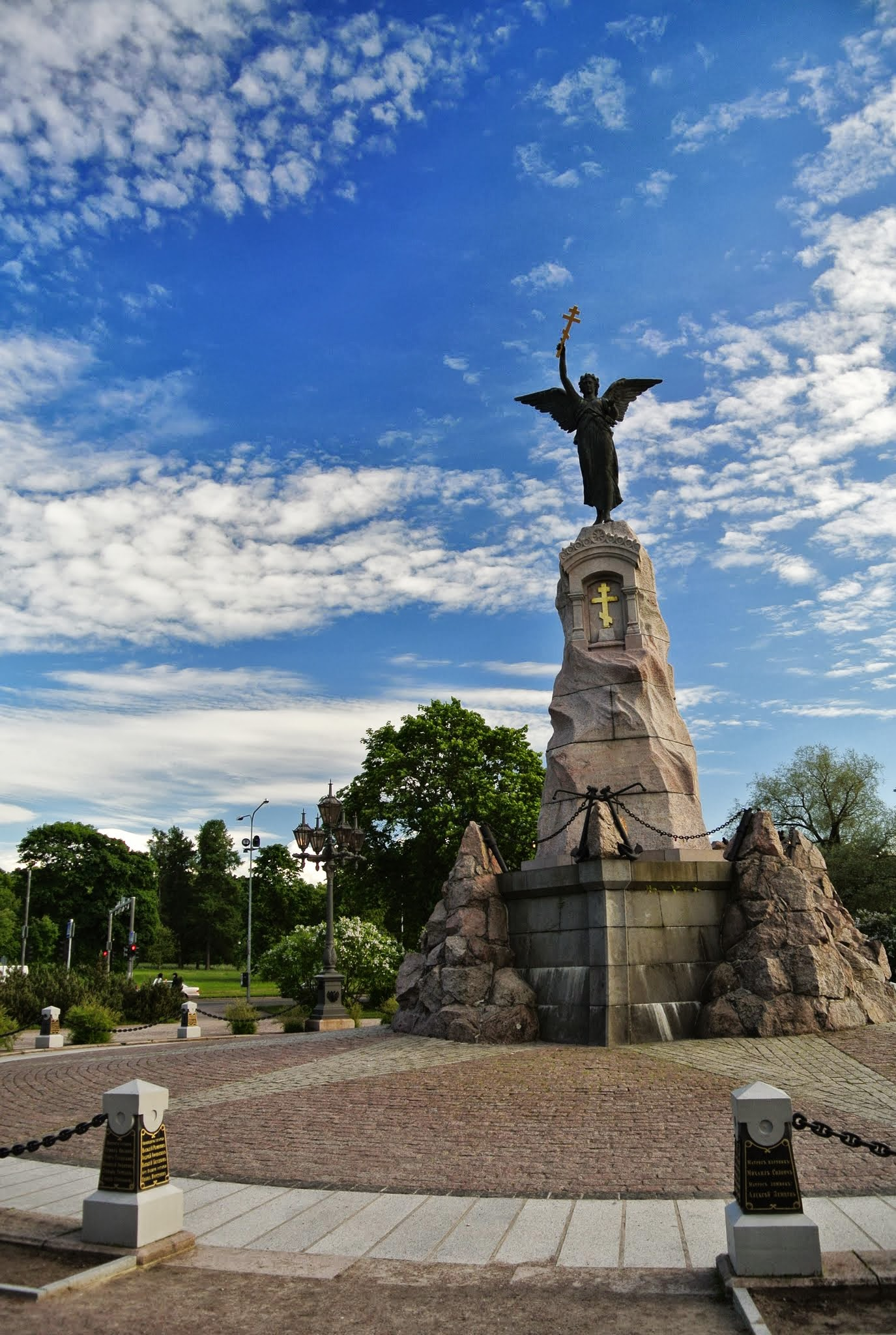
Памятник морякам броненосца «Русалка» в Таллине, 1902

- ботик «Святой Николай» — деревянный ботик XVII века Петра I, сохранившийся до наших дней в Центральном военно-морском музее
- Чесменский обелиск и Чесменская колонна в пригородах С-Петербурга, 1778 год
- Ростральные колонны (Санкт-Петербург), 1805—1810
- Памятник А. И. Казарскому в Севастополе, 1839 год
- Памятник М. П. Лазареву (Севастополь), 1865 год — снесён в 1928
- Памятник адмиралу Корнилову в Севастополе, 1895 год
- Памятник Нахимову (Севастополь), 1898 год
- Памятник броненосцу «Русалка» в Таллине, 1902 год
- Памятник затопленным кораблям в Севастополе, 1905 год
- Цусимский обелиск в С-Петербурге, 1908 год
- Памятник экипажу миноносца «Стерегущий» в Александровском парке С-Петербурга, 1911 год
- Памятник адмиралу С. О. Макарову в Кронштадте, 1913 год
- Памятник Михаилу Лазареву (Сочи), 1954 год
- Аврора (крейсер) — корабль-музей с 1956 года
- Памятник ледоколу «Ермак» в Мурманске, 1965 год
- Макет баркалона «Меркурий», был установленн на Воронежском водохранилище в 1972 году, в 2018 году новые макеты установлены парке Воронежа и в Ступино[19]
- Памятник С. О. Макарову (Николаев), 1976 год
- Памятник «Корабелам и флотоводцам» в Николаеве, 1989 год[20]
- Памятник погибшим морякам Российского флота, Сысерть (город), 1995 год[21]
- Ростральная колонна в честь 300-летия российского флота установлена 1996 году на Адмиралтейской площади Воронежа[22]
- Памятник в честь 300-летия Российского флота в Севастополе, 1996 год[23]
- Памятник «Флоту российскому» на Адмиралтейских верфях С-Петербурга, 1996 год[24]
- Памятник «Слава Российскому флоту» в С-Петербурге, 1996 год
- Памятник «В ознаменование 300-летия российского флота» в Москве, 1997 год
- Памятник русским морякам на острове Куусинен, 1998 год[25]
- Памятник Ушакову (Ростов-на-Дону), 2001 год
- Памятник 300-летию Адмиралтейских верфей, 2004 год[26]
- Памятник адмиралу Колчаку в Иркутске, 2004 год
- Памятники Павлу Нахимову (Москва), 2005—2012
- Памятник героям Цусимского сражения в Кронштадте, 2006 год[27]
- Памятник Фёдору Апраксину в Выборге, 2010 год
- «Гото Предестинация», историческая копия русского линейного корабля, построенная в 2011—2014 годах, является кораблём-музеем
- Памятник линейному кораблю «Полтава» в Санкт-Петербурге, 2015 год
- Линейный корабль «Полтава» — спущен на воду 27 мая 2018 года[28]

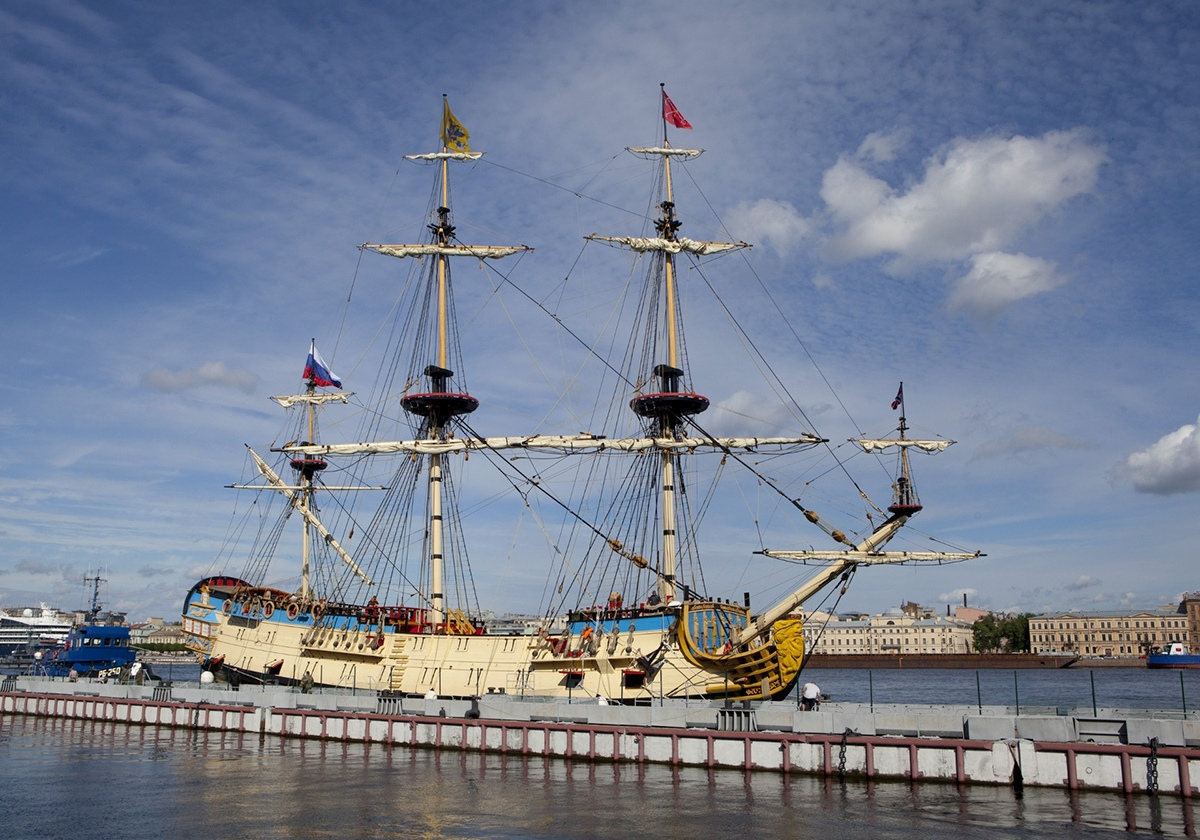
54-пушечный парусный линейный корабль «Полтава». Реконструкция 2018 года
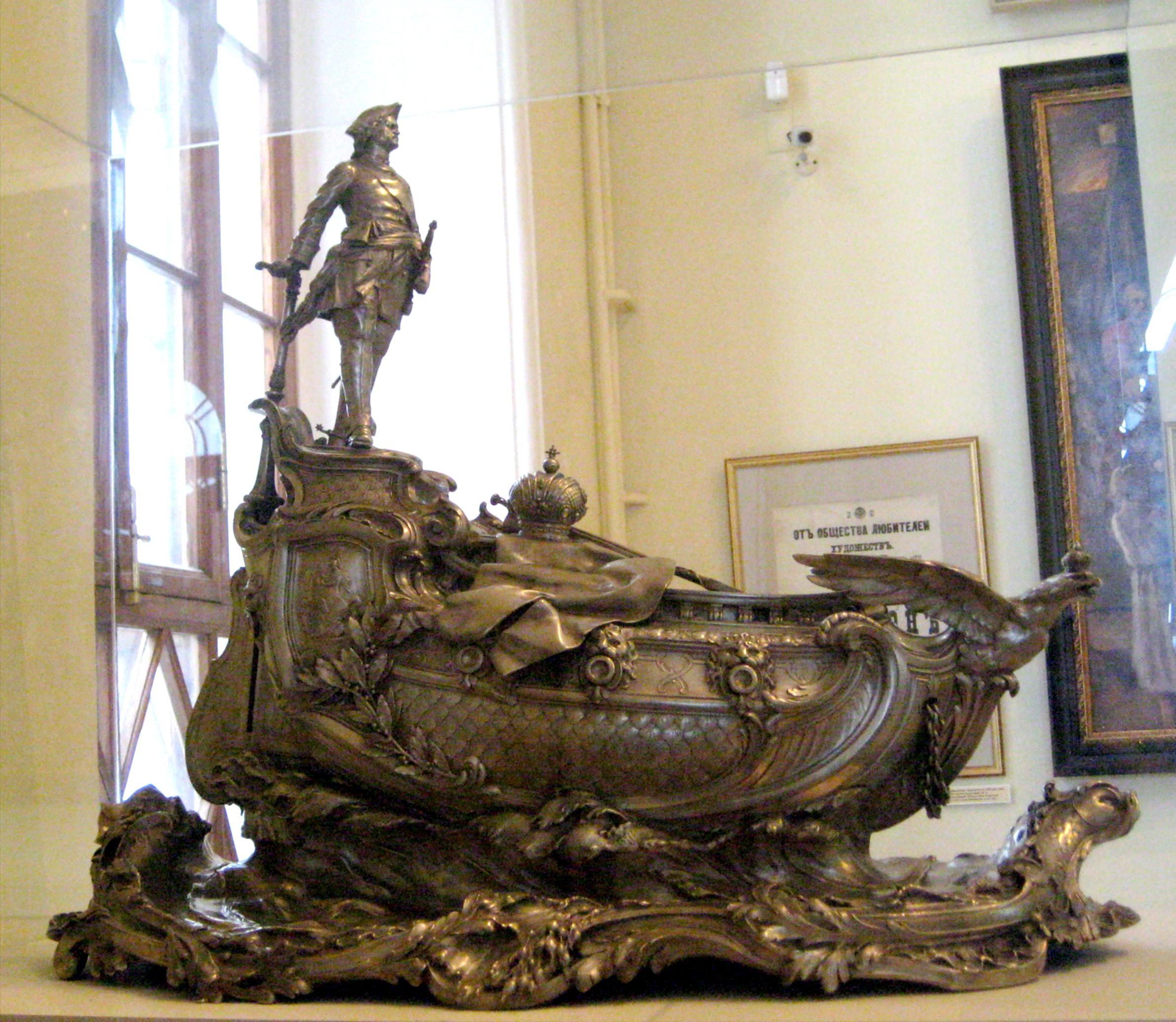
Скульптурная композиция М. М. Антокольского к 200-летию Российского Военно-морского флота, 1896 год
Памятник в честь 300-летия российского флота в Севастополе
Памятник «В ознаменование 300-летия российского флота» в Москве, открыт в 1987 году
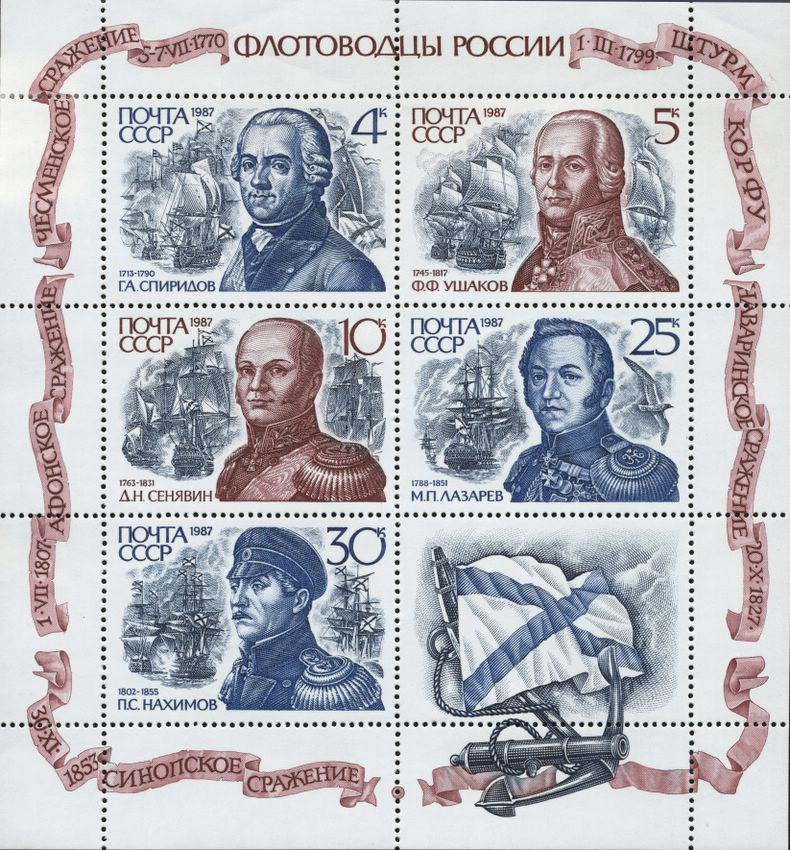
Почтовый блок СССР, 1987 год — флотоводцы России: Г. А. Спиридов, Ф. Ф. Ушаков, Д. Н. Сенявин, М. П. Лазарев, П. С. Нахимов
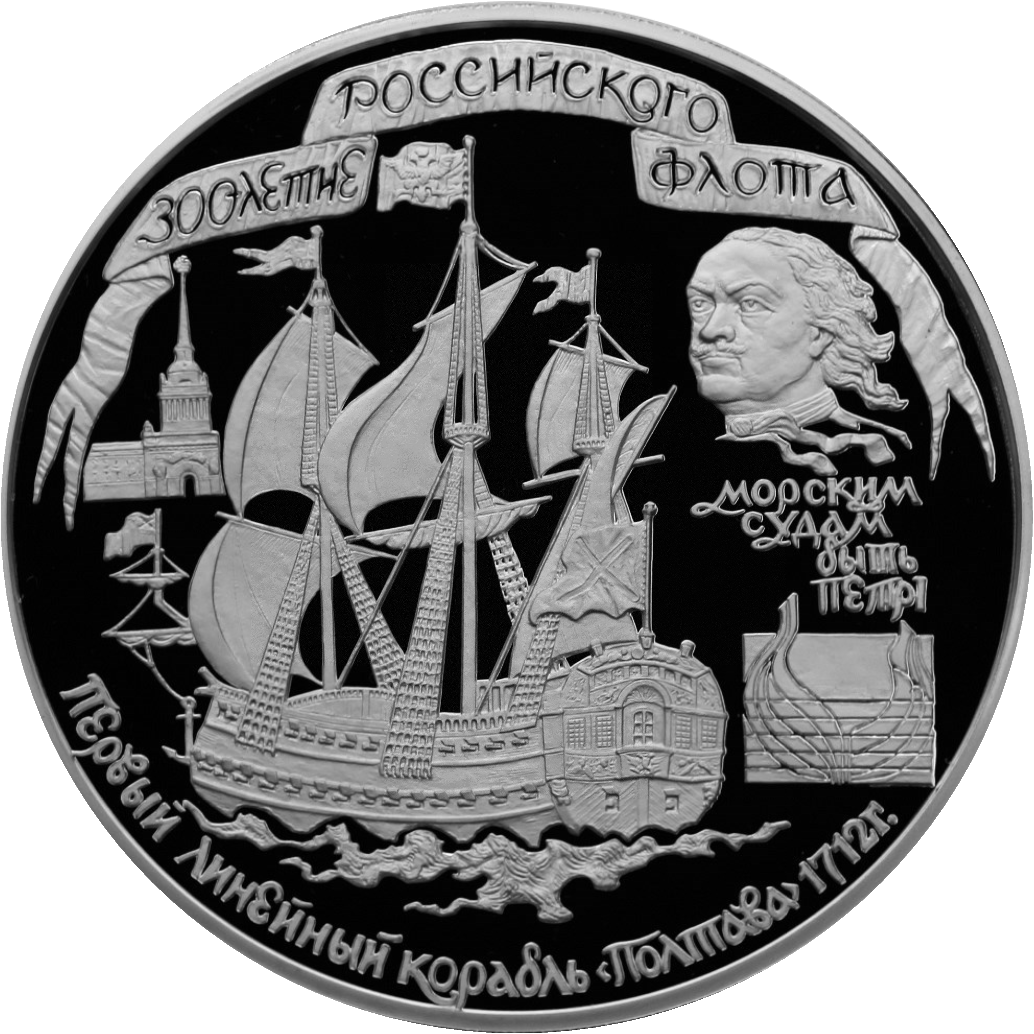
Серебряная монета Банка России из серии 1996 года: «Флот», 300-летие Российского флота, 100 рублей — Линкор «Полтава»
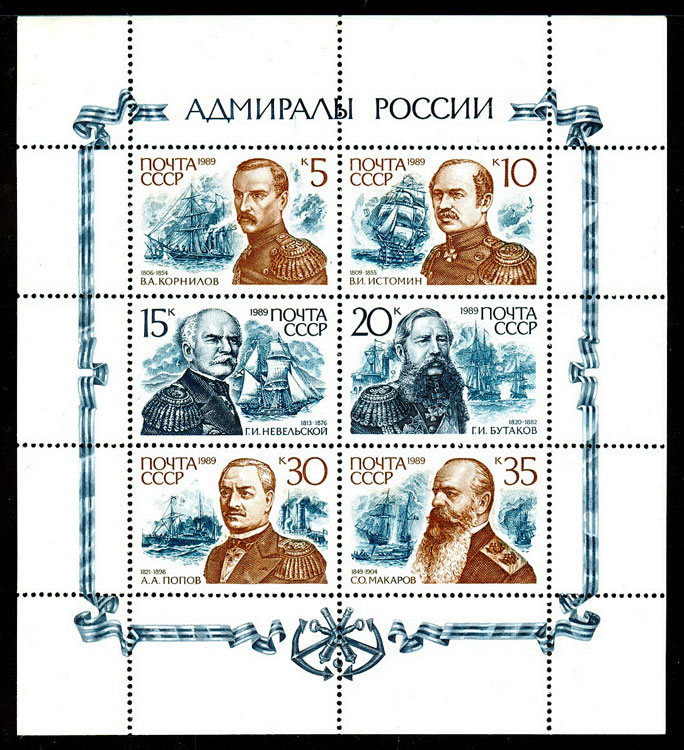
Почтовый блок СССР, 1989 год — адмиралы России: В. А. Корнилов, В. И. Истомин, Г. И. Невельской, Г. И. Бутаков, А. А. Попов, С. О. Макаров